# Bayerische Denkmalschutzmedaille

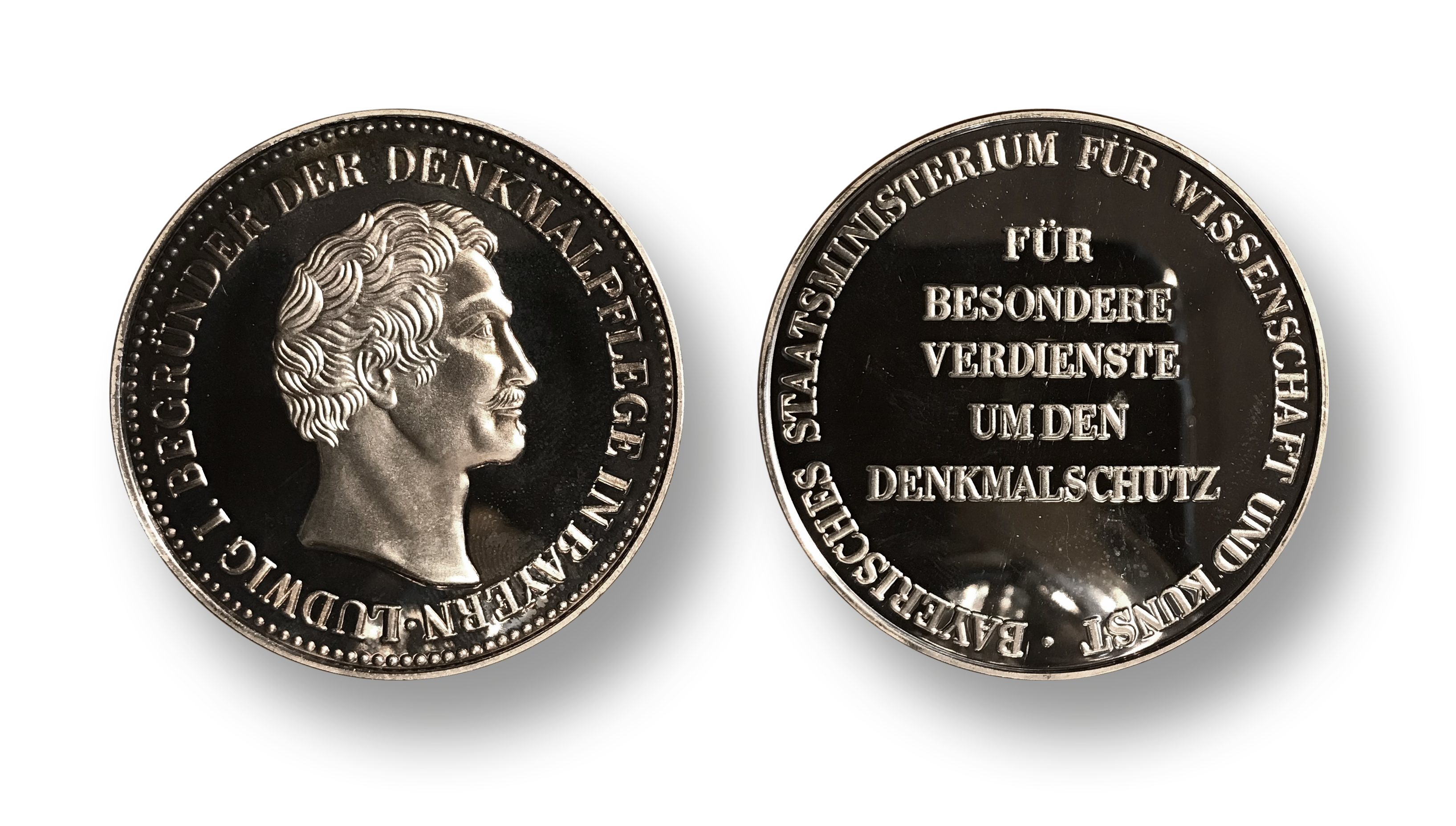
Bayerische Denkmalschutzmedaille, Vorder- und Rückseite

Die Bayerische Denkmalschutzmedaille ist eine Auszeichnung des Bayerischen Staatsministeriums für Wissenschaft und Kunst.

## Reglement
Sie wird seit dem Jahr 1978 jährlich an Personen oder Vereinigungen vergeben, die sich herausragende Verdienste um den Denkmalschutz, um die Sanierung von Baudenkmälern oder um die Erforschung oder Rettung von Bodendenkmälern in Bayern erworben haben. Die Medaille hat eine Stufe.
Die Denkmalschutzmedaille ist kein Orden oder Ehrenzeichen im Sinne des Art. 118 Abs. 5 der Verfassung des Freistaates Bayern und ist nicht zum Tragen in der Öffentlichkeit bestimmt.
Der Kreis der Vorschlagsberechtigten umfasst die sieben Bezirke Bayerns, die Regierungspräsidenten, die Bezirkstagspräsidenten und die Bezirksheimatpfleger. Vorschlagsberechtigt sind außerdem der Bayerische Landesverein für Heimatpflege sowie die katholischen Bistümer Bayerns und die Evangelisch-Lutherische Landeskirche in Bayern. Die Regierungen informieren die Unteren Denkmalschutzbehörden über die Möglichkeit, Personen und Projekte vorzuschlagen.
Vorschläge können gemacht werden für:
- Bauherren, die eine besonders gelungene Denkmalinstandsetzung abgeschlossen haben,
- Personen, die sich um die Bodendenkmalpflege in besonderer Weise verdient gemacht haben,
- Personen, die im Ehrenamt in besonderer Weise für Denkmalschutz und Denkmalpflege eingetreten sind, zum Beispiel Heimatpfleger,
- Personen, die sich in besonderer Weise um die Denkmalvermittlung bemühen[2]

## Aussehen
Die Medaille zeigt auf der Vorderseite ein Porträt von König Ludwig I. als Begründer der Denkmalpflege in Bayern. Auf der Rückseite zeigt sie seit 2018 die Inschriften: „Bayerisches Staatsministerium für Wissenschaft und Kunst“ und „Für besondere Verdienste um den Denkmalschutz“.

## Preisträger
Seit dem Jahr 2009 gibt das Bayerische Landesamt für Denkmalpflege jährlich eine Broschüre mit den Preisträgern heraus. In der Broschüre werden die Preisträger sowie der Grund der Verleihung der Medaille angegeben.

### Vor 2000
- 1977: Forum Regensburg e. V.
- 1978: Karl Bedal, Hellmut Kunstmann, Erich Mulzer
- 1980: Karl Dietel, Hanns Egon Wörlen
- 1982: Hanns Hamberger, Karljosef Schattner
- 1983: Rudolf Ehrmann[3]
- 1986: Peter Leuschner
- 1987: Hubert Weber
- 1988: Oskar Heland
- 1989: Josef Deimer, Theodor Steinhauser
- 1993: Ludwig Girnghuber
- 1997: Herbert Hagn, Helmut Hempfer, Karl Röttel
- 1998: Holger Magel

### 2000er Jahre

#### 2001

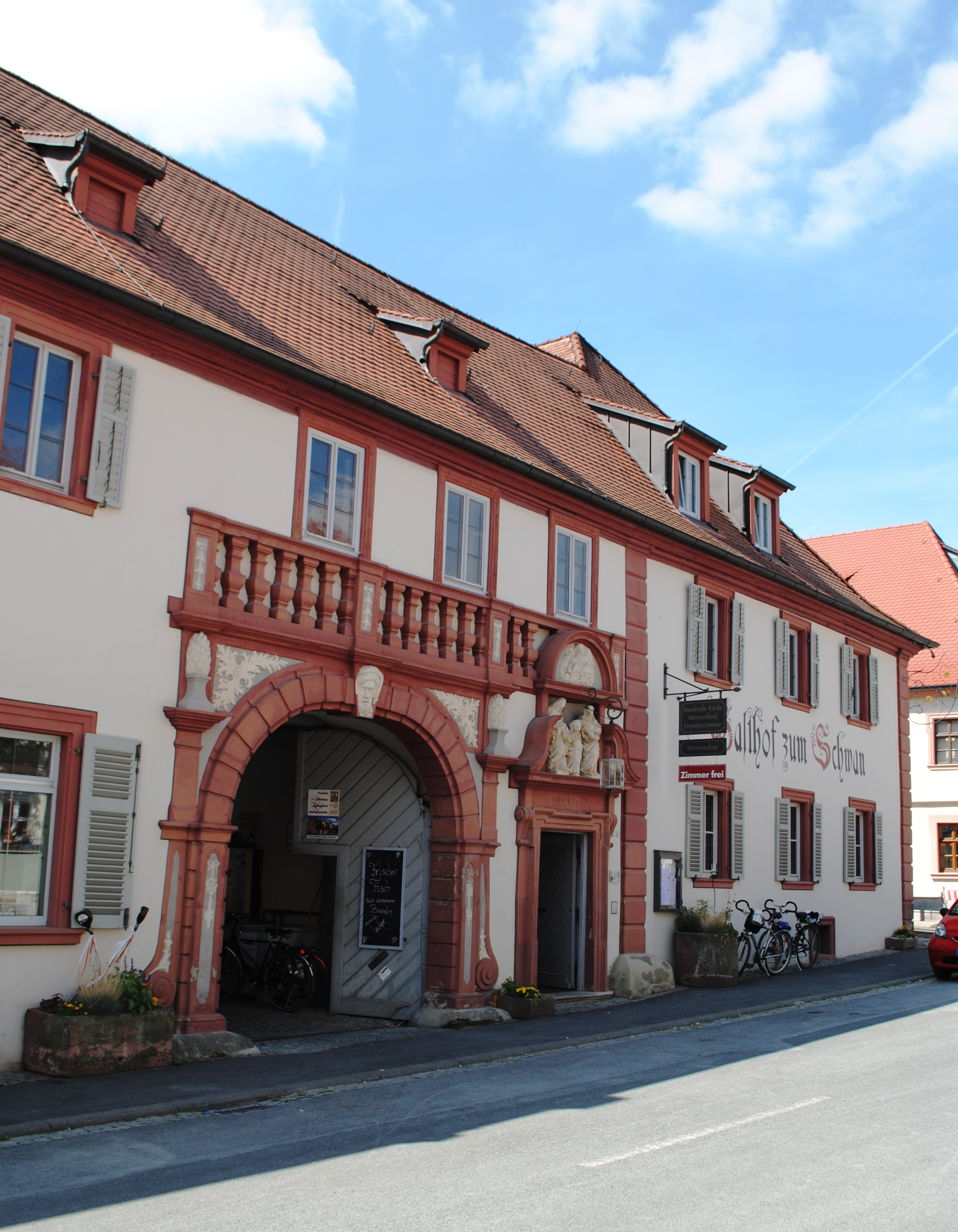
Gasthof zum Schwan in Sommerach

- Für die vorbildliche Renovierung des Gasthofes zum Schwan in Sommerach
- Für die Sanierung des ehemaligen Eingangsbaus der Kaserne der Bayerischen Armee in Erlangen, dem heutigen Gästehaus der Universität, an Helga und Hans Wilhelm Schüßler

#### 2007
- Laetitia Fech

#### 2008
- Für die Verdienste um Denkmalschutz und Denkmalpflege bei der Instandsetzung des Kramerzunfthauses in Memmingen[4]

#### 2009
- Abtei St. Walburg, vertreten durch Äbtissin M. Franziska Kloos OSB für die Instandsetzung eines Jurahauses in Eichstätt
- Claudia Beutler für die Instandsetzung eines Wohnhauses in Oberasbach
- Dieter Eberhard für die Instandsetzung von vier Einzeldenkmälern und zwei Gebäuden im Altstadtensemble Ingolstadt
- Eva und Sigurd Eisenkeil für die Instandsetzung eines Jurahauses in Landershofen
- „Forum Cella Principum“ e. V., vertreten durch den Vorstand Walter Berchtold, für den Wiederaufbau der Portenkirche des ehemaligen Zisterzienserklosters Fürstenzell
- Friedrich-Baur-Stiftung, vertreten durch den Vorsitzenden Georg Freiherr von Waldenfels, für die Sanierung der ehemaligen fürstbischöflichen Vogtei in Burgkunstadt
- Gerd Geismann für sein denkmalpflegerisches Engagement in Sulzbach-Rosenberg
- Erika und Richard Grasser für die Instandsetzung eines barocken Bauernhauses in Lohndorf
- Landrat Rudolf Handwerker für sein denkmalpflegerisches Engagement in Haßfurt und im Landkreis Haßberge
- Christiane Lauterbach und Dirk Witthaut für die Instandsetzung eines Wohnstallhauses, sog. Trummertenhof in Peuerling
- Andrea Kalbhenn-Link und Günter Link für die Instandsetzung der ehemaligen Synagoge in Hüttenheim
- Annette und Kilian Lipp für die Instandsetzung des ehemaligen Bauernhauses „beim Pfloudar“ in Gailenberg
- Hans-Jakob Maier für die Instandsetzung eines Bürger- und Wirtshauses, sog. Pöppelschneiderhaus in Lupburg
- Marktgemeinde Essing, vertreten durch 1. Bürgermeister Jörg Nowy, für die Gesamtinstandsetzung des Rathauses
- Rolf Marquardt für die Förderung archäologischer und bodendenkmalpflegerischer Belange im Raum Fürstenfeldbruck
- Margot Meierhofer und Roman Raab für die Instandsetzung des Wohnhauses Lederergasse 52 und der sog. Scheune am Severinstor in Passau
- Birgit und Ulrich Schaffner für die Instandsetzung eines Bauernhauses in Ering-Grießer
- Familie Schießl für die Instandsetzung eines Gasthofs in Amberg
- Margot und Gerhard Sickmüller für die Instandsetzung eines Kleinbürgerhauses, sog. Haus zum Osterlamm, in Bamberg
- Spital eG Brennberg, vertreten durch Irmgard Sauerer und Reinhard Schiegl, für die Instandsetzung des ehemaligen Armenspitals Brennberg
- Ralf Spyra und Denny Spyra für die Instandsetzung des ehemaligen Amtshauses, sog. Altes Schloss in Obernzenn-Egenhausen
- Rotraut Freifrau Stromer von Reichenbach-Baumbauer für die Instandsetzung von Schloss Grünsberg mit Wehranlagen und Nebengebäuden in Altdorf
- Christoph Welsch für die Instandsetzung einer Villa, sog. Trentinihaus in Kaufbeuren
- Helmut Winter für sein denkmalpflegerisches Engagement sowie Kultur- und Geschichtspflege in Karlstein am Main und Alzenau
- Alois Zollner für die Instandsetzung einer Villa, sog. Storflinger-Haus in Traunstein
- Rudolf Zwick für sein denkmalpflegerisches Engagement in Füssen und dem Landkreis Ostallgäu

### 2010er Jahre

#### 2010

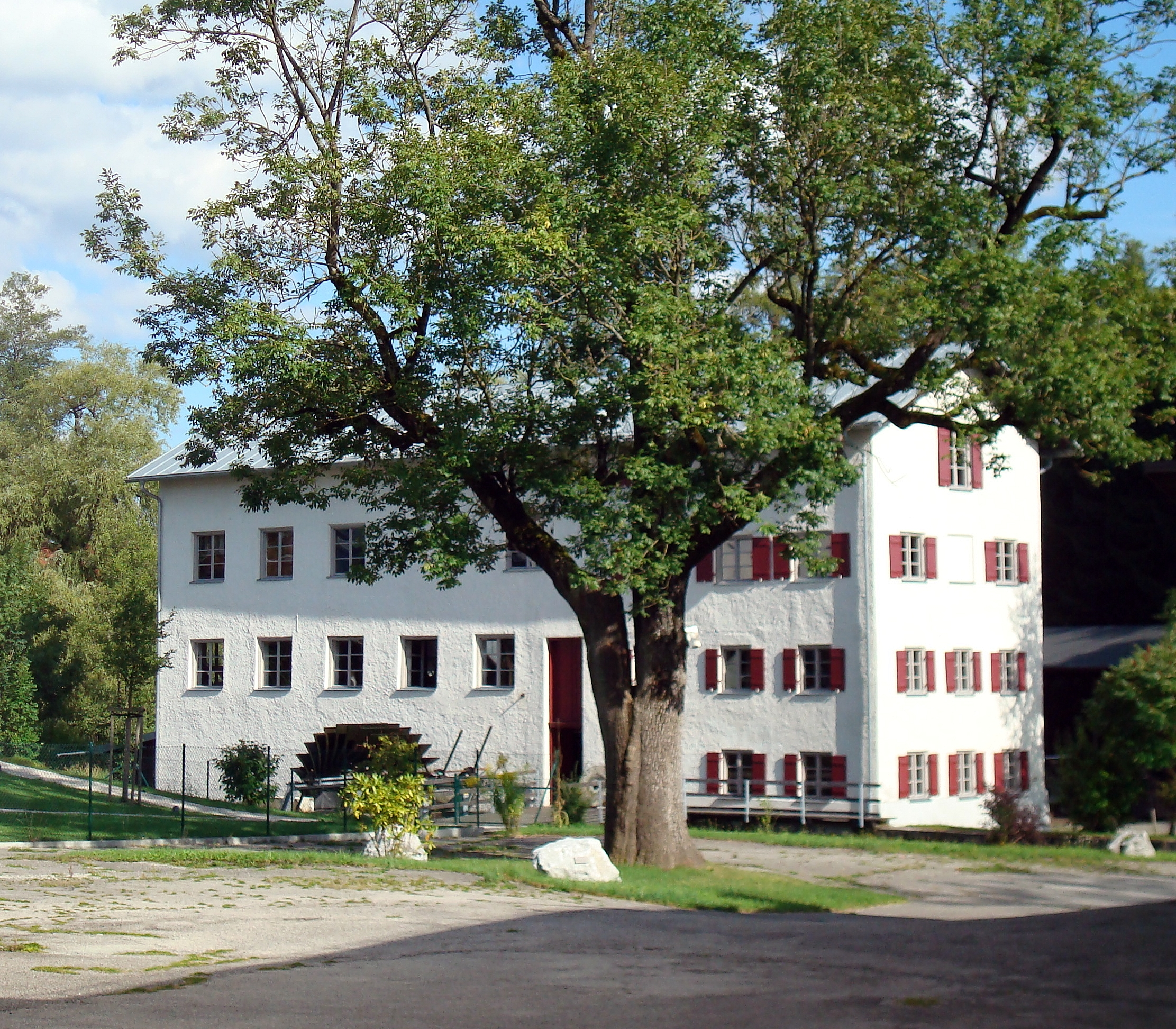
Linnermühle in Krailling

- Herrmann Hagspiel für die Instandsetzung des Hauses Milchgasse 4 in Kempten
- Christa Berghammer für die Instandsetzung des Hauses Donaustraße 52 in Oberndorf
- Pfarrer Georg Braun für die Instandsetzung der Friedhofskirche St. Georg in Schmidmühlen
- Augustin Linner für die vorbildliche Renovierung der Linnermühle in Krailling
- Die Dorfgemeinschaft Loffeld für die vorbildliche Renovierung des Gemeindehauses in Loffeld
- Werner Pfeiffer für die vorbildliche Renovierung des Weberhauses in Merkendorf
- Maria und Peter Schreyer für die vorbildliche Renovierung des Hauses Donaustraße 38 in Oberndorf
- Franziska und Alois Schröppel für die vorbildliche Renovierung des Hauses Donaustraße 56 in Oberndorf

#### 2011

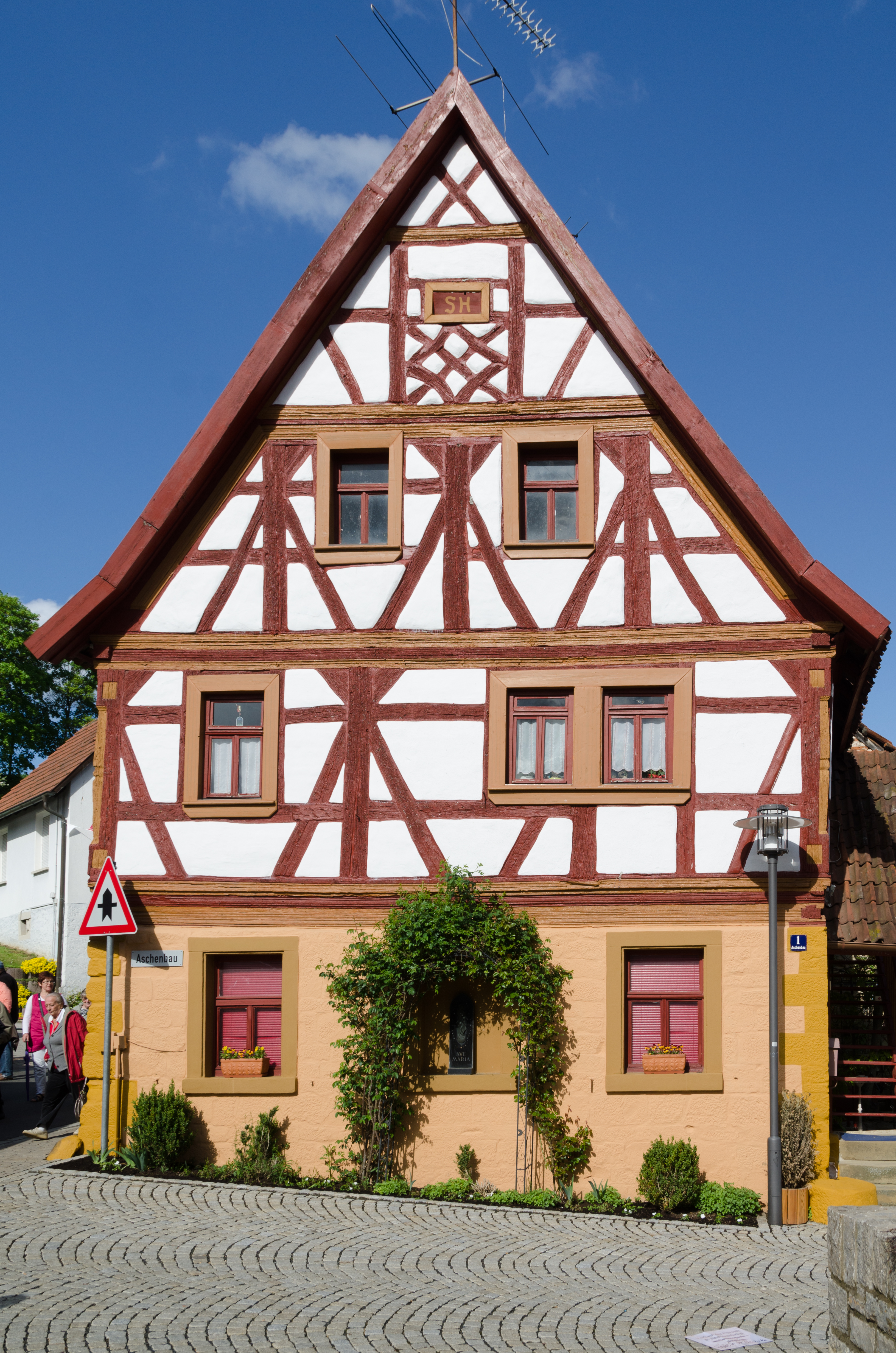
Der Aschenbau in Obbach

- Gisela Naomi Blume für die Instandsetzung der Jüdischen Trauerhalle in Fürth
- Ruth Habberger-Hermann und Fritz Hermann für die Instandsetzung des Hauses Würzburger Straße 10 in Dettelbach
- Susanne und Franz Hess für die Instandsetzung des sogenannten Aschenbaus in Obbach
- Doris und Gerhard Kitzsteiner für die Instandsetzung des Widenbauernhofs in Geilsheim
- Hildegard und Walter Mürbeth für die Instandsetzung des Gebäudes Hauptstraße 22 in Dietfurt an der Altmühl
- Marie-Luise und Johann Nusser für die Instandsetzung des Herrenhauses Nussermühle in Geiselhöring
- Pater Reinhold Schmitt und Herbert Leuner für die Instandsetzung der Ritterkapelle Haßfurt in Haßfurt

#### 2012

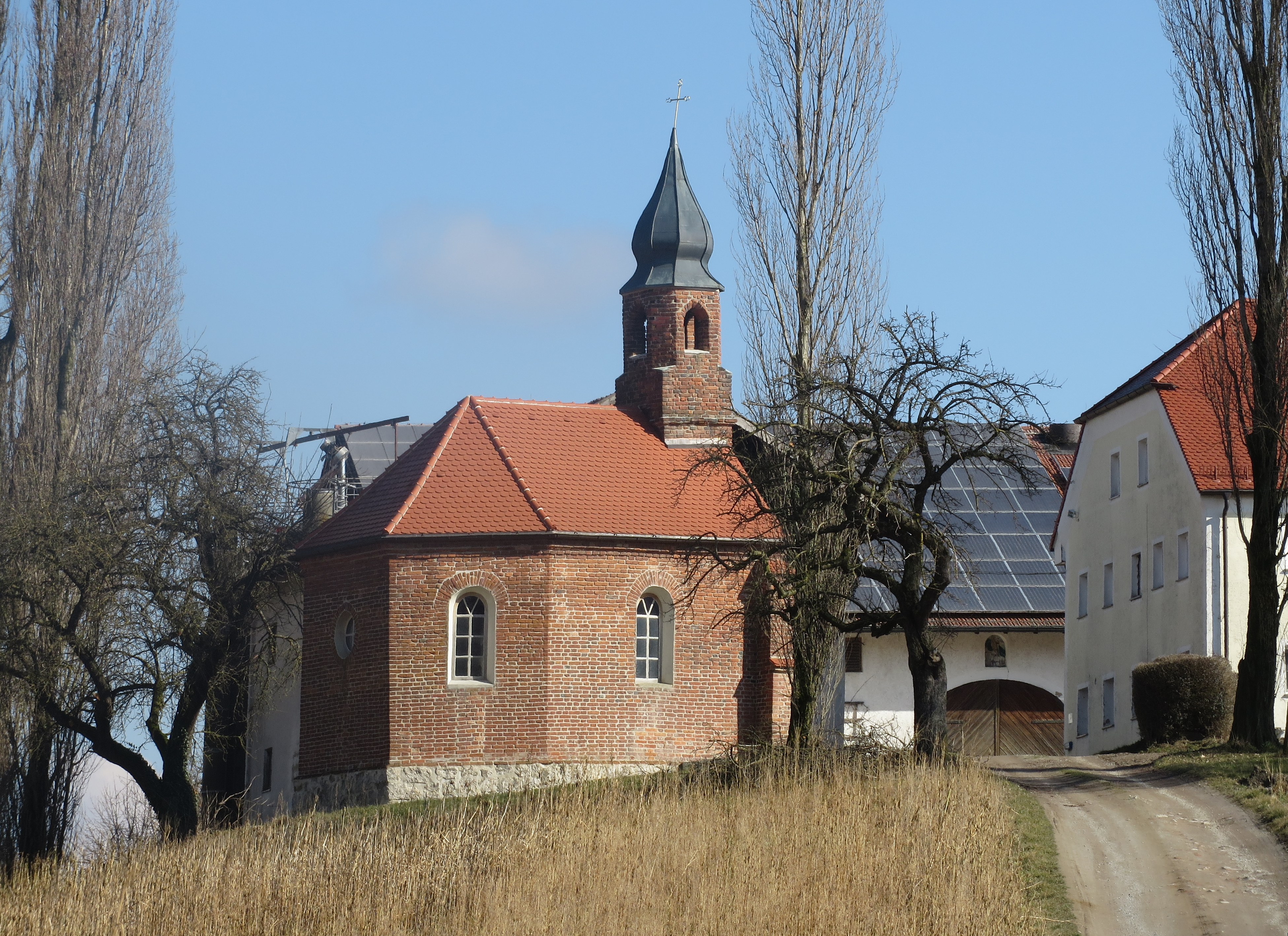
Hofkapelle in Neukl

- Uta Adams für die Instandsetzung des Regiomontanus-Hauses in Königsberg in Bayern
- Gemeinde Apfeldorf und Katholische Kirchenstiftung Heilig Geist, vertreten durch den 1. Bürgermeister Georg Epple und Pfarrer Michael Vogg, für den Erhalt des Pfarrhauses in Unterapfeldorf
- Angela Bachmair für ihre jahrelange engagierte Berichterstattung zum Thema Denkmalpflege als Redakteurin für die Augsburger Allgemeine
- Peter Braun für seine Verdienste als Stadtheimatpfleger in Ingolstadt
- Bertin Butz und Familie Herbert Sonner für die Instandsetzung der Kirche St. Johann, Penzberg
- Annemarie und Georg Deinböck für die Instandsetzung der Wagenremise Deinbach, Lohkirchen
- Evangelisch-Lutherische Kirchengemeinde Christuskirche, vertreten durch Dekan Karlhermann Schötz für die Instandsetzung der „Alten Lateinschule“, Sulzbach-Rosenberg
- Gentner-Kirsch GmbH, vertreten durch Maria-Theresia Braun-Gentner, Walburga Gentner und Walburga Kirsch für die Instandsetzung von Gasthaus und Sudhaus des Anwesens Spielberg 1, Gnotzheim
- Dieter Gottschalk für die Instandsetzung eines Kleinbauernhauses, Rüdisbronn, Bad Windsheim
- Norbert Haberger für jahrelange engagierte Berichterstattung zum Thema Denkmalpflege, Redaktion Capriccio, Bayerisches Fernsehen
- Werner Kriegl für die Instandsetzung einer neugotischen Hofkapelle in Neukl, Bad Griesbach
- Romana und Peter Munzinger für die Instandsetzung eines Bundwerkstadels, Zell, Soyen
- Helmut Freiherr von Oefele für die Instandsetzung des Schlosses Schambach, Straßkirchen
- Ernst und Matthias Peschl für die Instandsetzung der Gebäude der ehemaligen Peschlbrauerei, Passau
- Pfarrkirchenstiftung Mariä Himmelfahrt, vertreten durch Stiftsdekan Simon Eibl und Kirchenpfleger Peter Morawietz für die Instandsetzung des Kreuzgangs der Stiftskirche Laufen
- Ulrike und Mario Pierl für die Instandsetzung des historischen Badhauses in Volkach
- Nicole und Josef Rustler für die Instandsetzung eines Egerländer Vierseithofes, Bad Neualbenreuth
- Petra Hofmann-Schlosser und Dieter Schlosser für die Instandsetzung von Schloss Högen, Weigendorf
- Martina und Ralf Tochtermann für die Instandsetzung eines Wohnstallhauses, Ziegelhütte, Altdorf
- Stadt Wallenfels, vertreten durch den 1. Bürgermeister Peter Hänel für die Instandsetzung der Verbandsschule Wallenfels
- Markt Willanzheim, vertreten durch die 1. Bürgermeisterin Ingrid Reifenscheid-Eckert für die Instandsetzung der Kirchenburg Herrnsheim

#### 2013

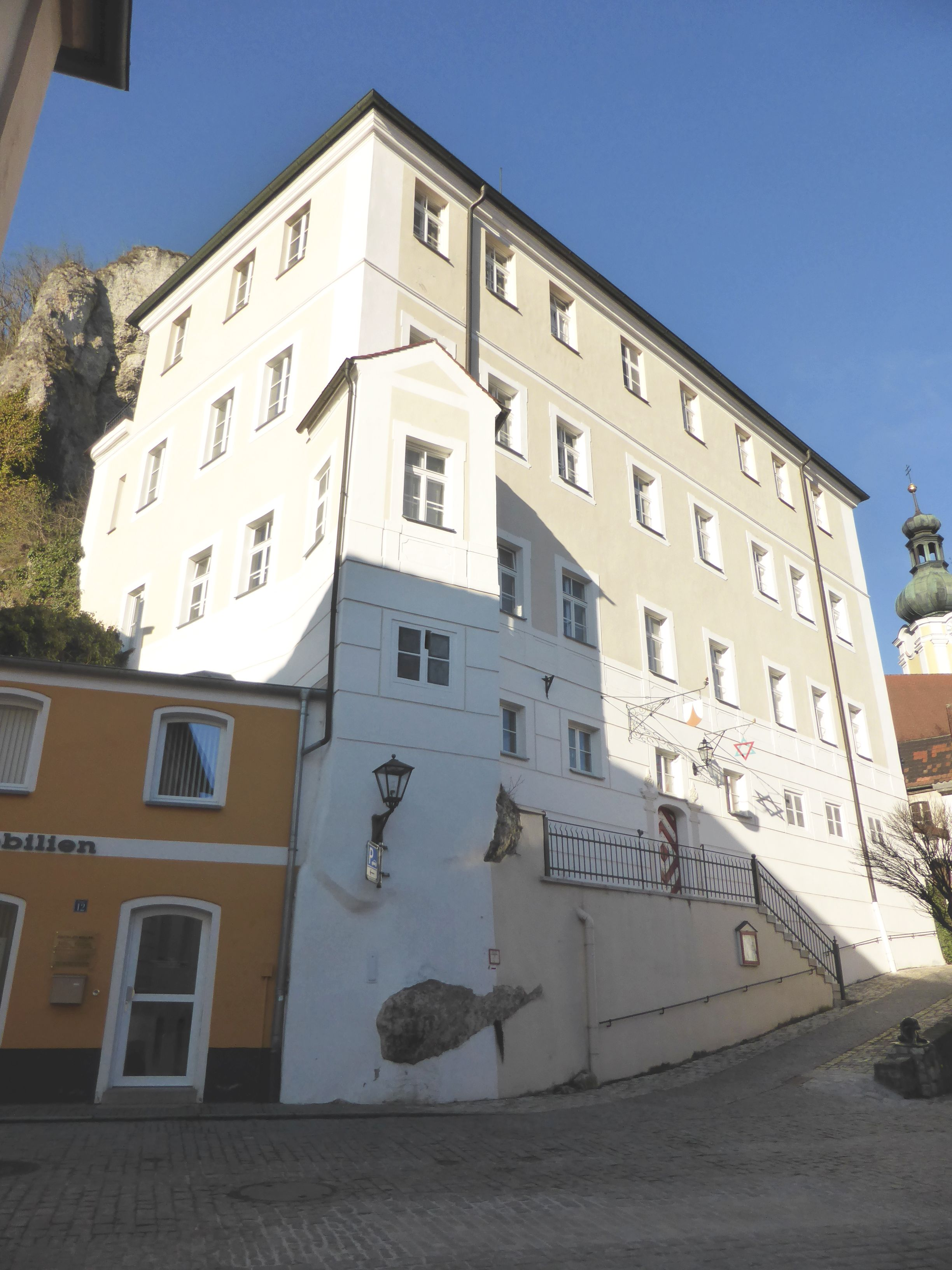
Raitenbucher Schloss in Kallmünz

- Lore und Ernst Bär für die Instandsetzung eines Bauernhauses, Mühlhausen
- Archäologisches Ehrenamtsteam des Historischen Vereins Ingolstadt, vertreten durch Brigitte und Friedrich Bauschulte, für die Unterstützung der Bodendenkmalpflege seit 2005
- Rolf Becker für die Instandsetzung des Bauernhauses „Beim Jäger“, Baierbrunn
- Manfred Bettstetter für die Instandsetzung eines bäuerlichen Anwesens, Burgkirchen an der Alz
- Max Bögl für die Instandsetzung des Bahnhofs Greißelbach, Sengenthal
- Gabriele und Fabian Bräutigam für die Instandsetzung der Oedmühle, Weigendorf-Oed
- Fränkischer Tag, vertreten durch Chefredakteur Frank Förtsch, für die Berichterstattung zum Thema Denkmalschutz und Denkmalpflege, Bamberg
- Kathrin und Achim Fürst für die Instandsetzung eines Bauernhauses, Wiesenttal-Streitberg
- Xaver Geisler, Kreisheimatpfleger Donau-Ries, für sein langjähriges Engagement in der Denkmalpflege, Donauwörth
- Robert Gerstl, für die Instandsetzung der „Alten Post“, Ponholz, Maxhütte-Haidhof
- Johann Carl Freiherr von Hoenning O’Carroll für die Instandsetzung von Schloss Sünching
- Siegfried Keim für die Instandsetzung der Fischmühle, Hollfeld
- Heinz Kellermann für seine 51 Beiträge zur Heimatforschung, Passau
- Hans Kratzer, Redakteur der Süddeutschen Zeitung, für seine Reportagen über bedrohte Denkmäler und Bodendenkmäler, München
- Ulrich Kubak für die Instandsetzung der Volksschule Siebenbrunn, Augsburg, Schwaben
- Helga und Gerhard Laumer für die Instandsetzung eines Fachwerkdoppelhauses, Sailauf-Eichenberg, Unterfranken
- Katholische Kirchenstiftung St. Otmar, vertreten durch Pfarrer Alois Lehmer, für die Instandsetzung der Pfarrkirche St. Otmar, Mödingen, Schwaben
- Familie Leuschner für die Instandsetzung von Schloss Hofstetten
- Waltraud und Richard Luber für die Instandsetzung des Raitenbucher Schlosses, Kallmünz
- Kerstin Nether und Johannes Krafft für die Instandsetzung eines Holzfertighauses von 1932, Nürnberg
- Familie Neumaier für die Instandsetzung eines Wohnstallhauses, Drachselsried-Oberried
- Heiko Paeth für die Instandsetzung eines Winzerhofes, Thüngersheim
- Alfred Popp für sein heimatkundliches Engagement, Geldersheim
- Oberbürgermeisterin Birgit Seelbinder für die Belebung historischer Bauten, Marktredwitz
- Cornelie und Rainer Vormbrock für die Instandsetzung von Schloss Nagel, Küps-Nagel
- Anita Wagner und Thomas Maurer für die Instandsetzung des Alten Zollamtsgebäudes, Passau

#### 2014

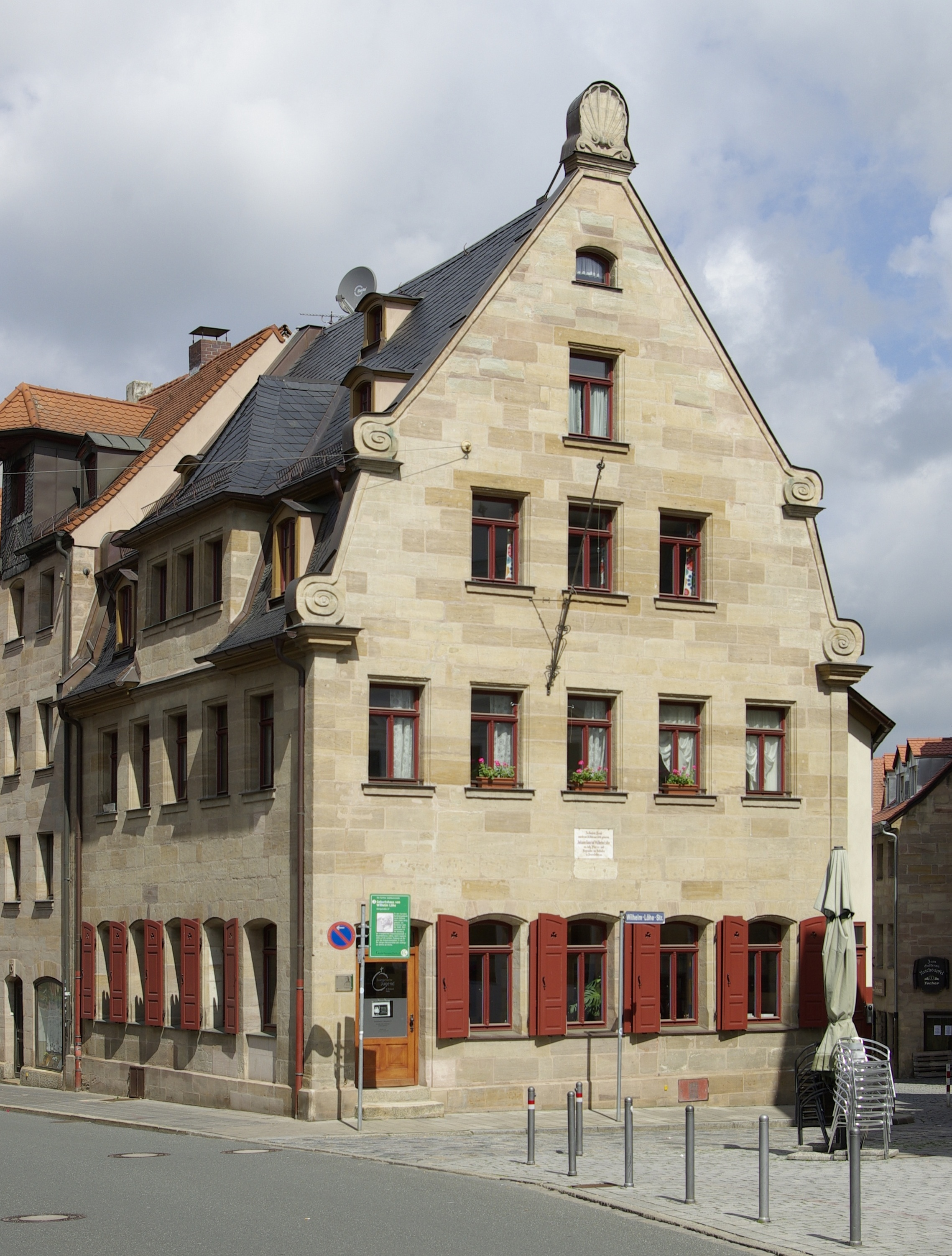
Königstraße 27 in Fürth

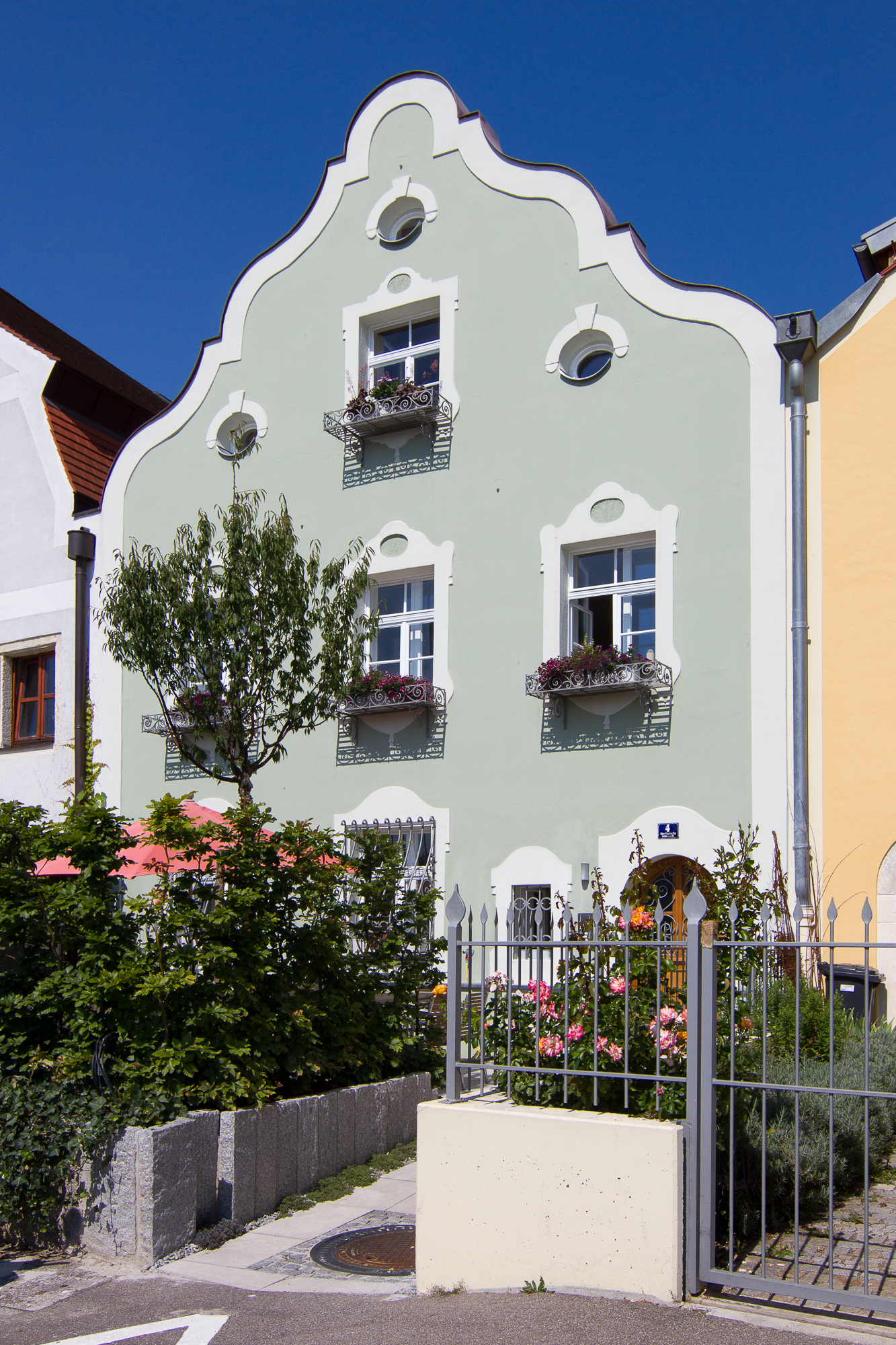
Werftstraße 4 in Regensburg

- Brigitte und Stefan Bär für die Instandsetzung des Geburtshauses (Königstraße 27) von Wilhelm Löhe sowie der Drogerie Heinrichs (Königstraße 17) in Fürth
- Der Münchner Merkur, vertreten durch Bettina Bäumlisberger, für die engagierte Berichterstattung zum Thema Denkmalpflege im Rahmen der „Denkmalreihe Oberbayern“ seit 2013, München
- Norbert Bergmann für die Instandsetzung des Bergbauernhofs Dreiwies in Markt Schwarzach
- Bürgermeister Karl Dürner (Gemeinde Schwindegg) für die Instandsetzung der ehemaligen Schloss-Gaststätte in Schwindegg
- Birgit und Peter Fröhlich für die Instandsetzung eines ehemaligen Gärtnerhauses (Tocklergasse 1) in Bamberg
- Alwin Geiger (posthum) für sein Lebenswerk als Kreisheimatpfleger, Hohenwarth
- Achim Gottfried für die Instandsetzung eines im Kern spätmittelalterlichen Hauses in Coburg
- Der Träger- und Förderverein ehemalige Synagoge Obernbreit, vertreten durch Friedrich Heidecker, für die Instandsetzung der ehemaligen Synagoge in Obernbreit
- Schwester Chiara Hoheneder für die Instandsetzung des Ökonomiegebäudes des Provinz- und Missionshauses Hl. Kreuz in Altötting
- Angela und Hermann Hollberg für die Instandsetzung des Gasthauses „Zum Güldenen Ritter“ in Treuchtlingen-Schambach
- Claudia und Stephan Illsinger für die Instandsetzung des ehemaligen Amtsschlosses von Arnstein
- Bürgermeister Albert Köstler (Markt Bad Neualbenreuth) für die Instandsetzung der Alten Posthalterei, des Sengerhofs, des Rathauses und des Schulstadels in Bad Neualbenreuth
- Anja und Stefan Kramer für die Instandsetzung des Anwesens Oberer Markt 2 in Thurnau
- Simone und Wolfgang Kuffner für die Instandsetzung des Moarhofs in Samerberg
- Thomas Kurrer für die Instandsetzung von Schloss Eichhof in Coburg-Scheuerfeld
- Edith und Jörg Ludwig für die Instandsetzung des Anwesens Kirchgasse 239 in Landshut
- Fritz Muggenthaler für die Instandsetzung des ehemaligen Gasthauses „Wolfsschlucht“ in Hersbruck
- Albrecht zu Oettingen-Spielberg für Erhalt und Instandsetzung der Schlossanlage in Oettingen
- Johann Popp für die Instandsetzung der Zehntscheune in Gössenheim und der Burgruine Homburg oberhalb von Stadtoldendorf
- Anja und Norbert Raith mit Christian Gehr für die Instandsetzung des ehemaligen Krankenhauses in Kelheim
- Die Lebenshilfe Donau-Ries e. V., vertreten durch Günther Schwendner, für die Instandsetzung zweier Denkmäler in Nördlingen
- Herbert Stiglmaier für die engagierte Berichterstattung zum Thema Denkmalpflege im Rahmen der Sendung „freizeit“ des Bayerischen Fernsehens, München
- Robert Wagner für die Instandsetzung des ehemaligen Kastnerhauses in Langquaid
- Albert Wechs für sein Lebenswerk als Kreisheimatpfleger, Bad Hindelang
- Ilse und Richard Weidmüller für die Instandsetzung des Wohnhauses Werftstraße 4 in Regensburg
- Arbeitskreis Geschichte und Archäologie Coburg, vertreten durch Dieter Wendler, für Ehrenamtliches Engagement in der Bodendenkmalpflege, Coburg
- Heiner Zimmermann für die Instandsetzung der Kapelle Friesenhof in Beratzhausen

#### 2015

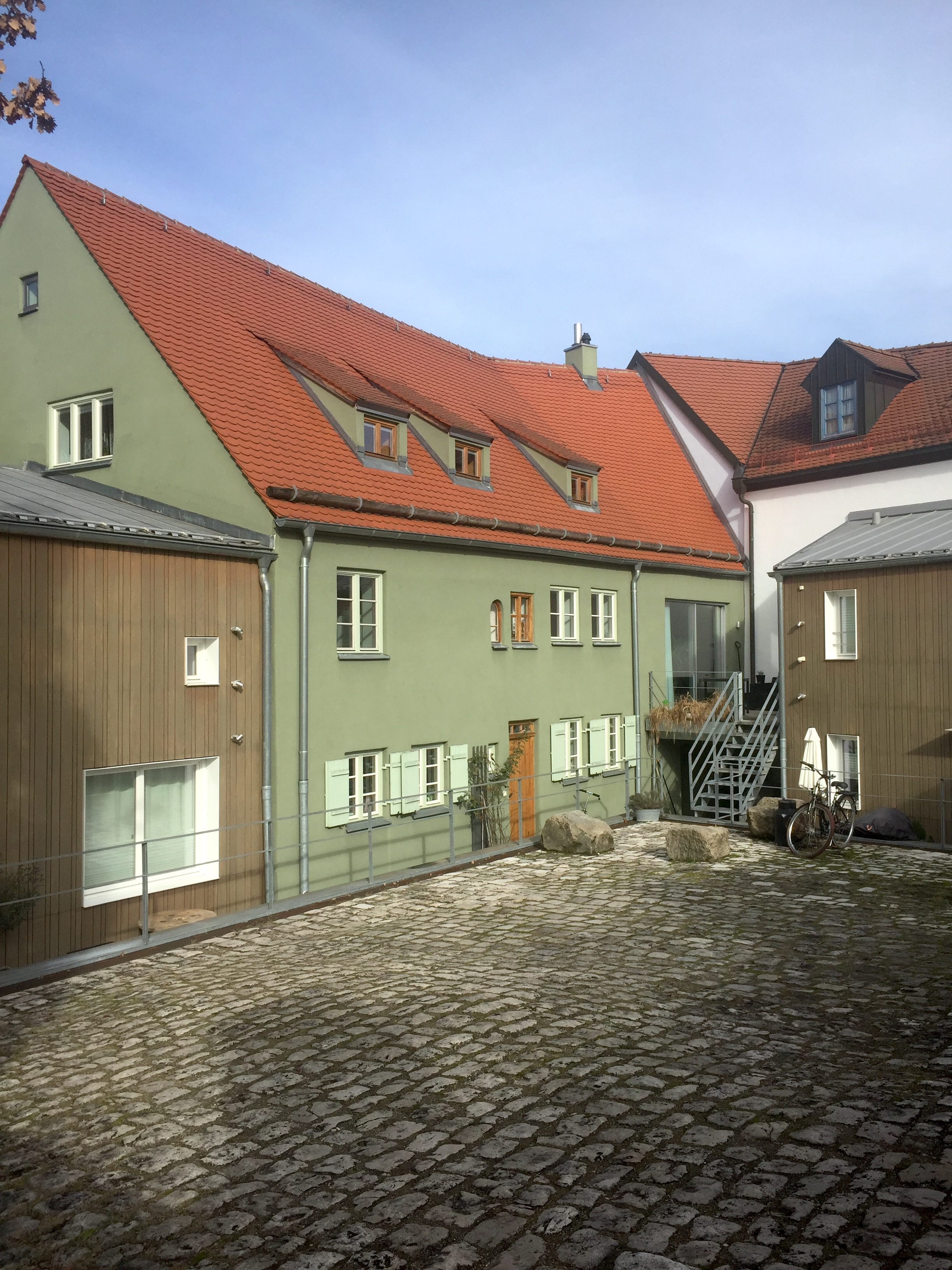
Unterer Graben 10, Ingolstadt

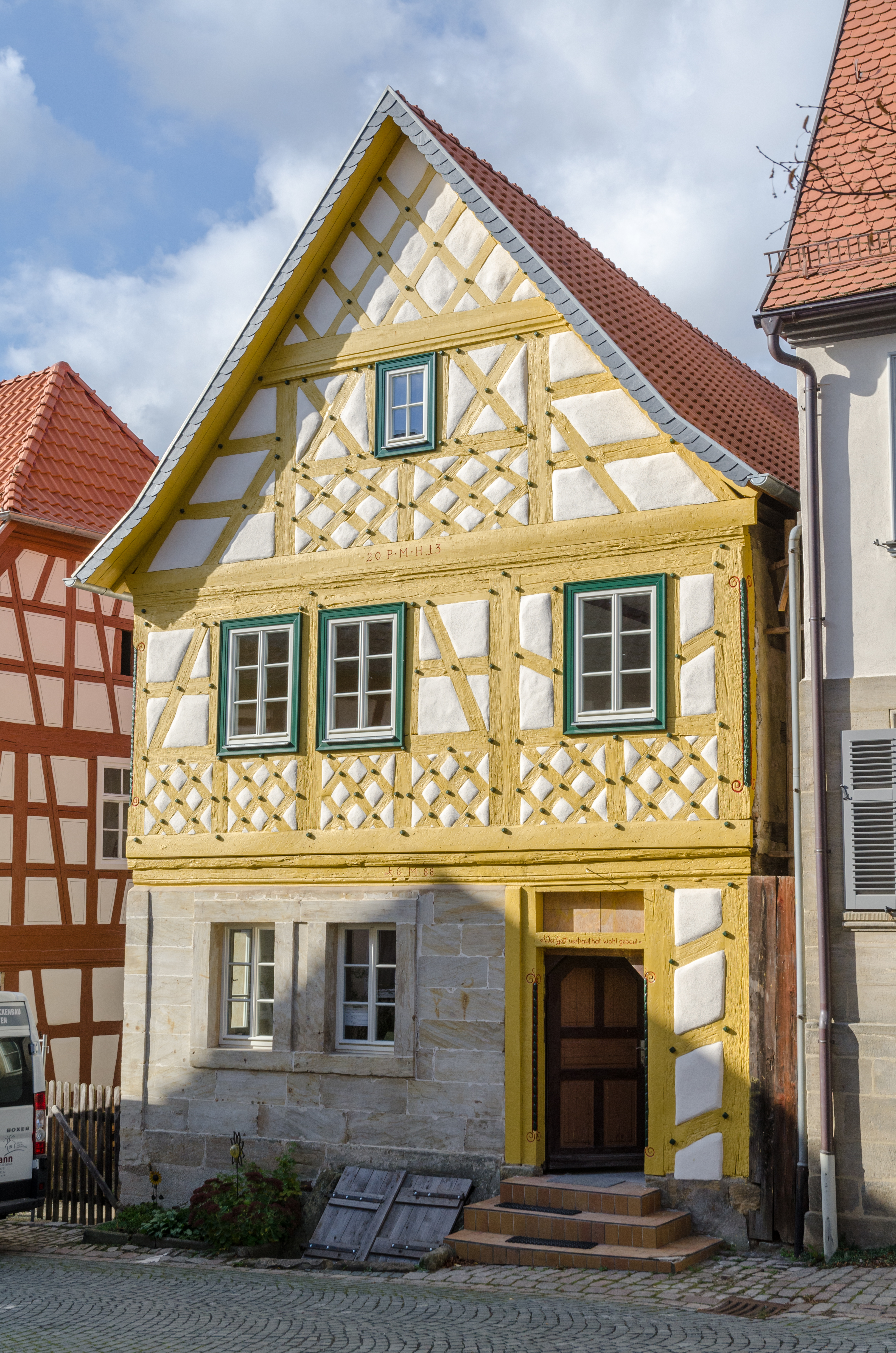
Pfarrgasse 112 in Seßlach

- Ute und Lorenz Gruber für Stadtbauernhaus Unterer Graben 10 im Altstadtensemble Ingolstadt
- Manuela und Peter Hofmann für die Restaurierung des Fachwerkhauses Pfarrgasse 112 in Seßlach
- Der Förderverein Häringer-Heimathaus für die vorbildliche Renovierung des Häringer-Heimathauses in Unterthingau
- Der Kunst- und Kulturverein Pappenheim für die vorbildliche Renovierung des Büchelehauses in Pappenheim
- Der Eigentümer der Sankt-Mauritius-Kapelle, Bolko von Oetinger, für die vorbildliche Renovierung des Baudenkmals
- Gabriele und Richard Weinzierl für die vorbildliche Renovierung von Schloss Sallach
- Benno Zierer für die Rettung von Schloss Alteglofsheim
- Der Förderverein Freundeskreis Historische Hien-Sölde Mitterfels für die Sanierung der historischen Hien-Sölde in Mitterfels

#### 2016

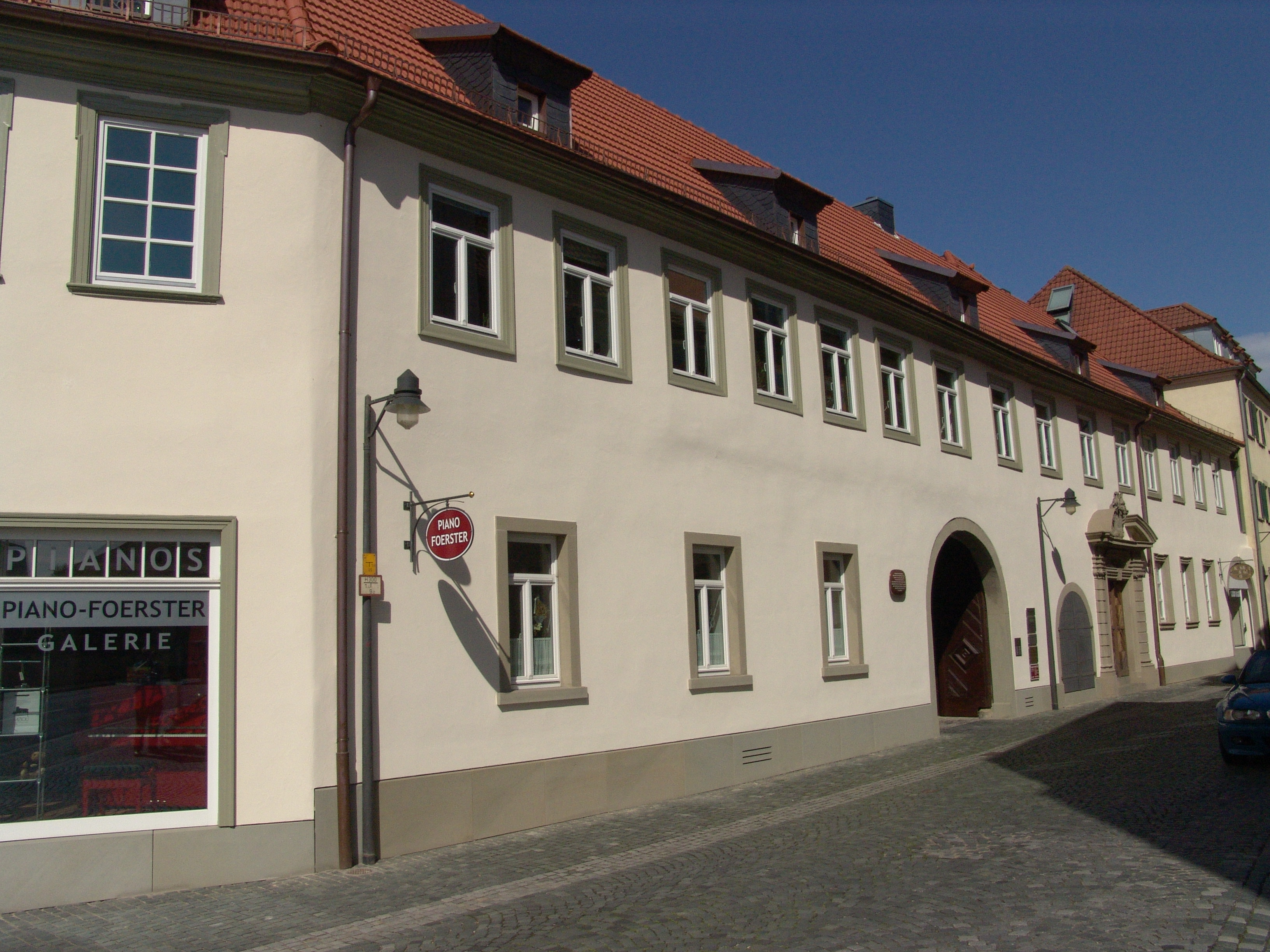
Metzgergasse 16 in Schweinfurt

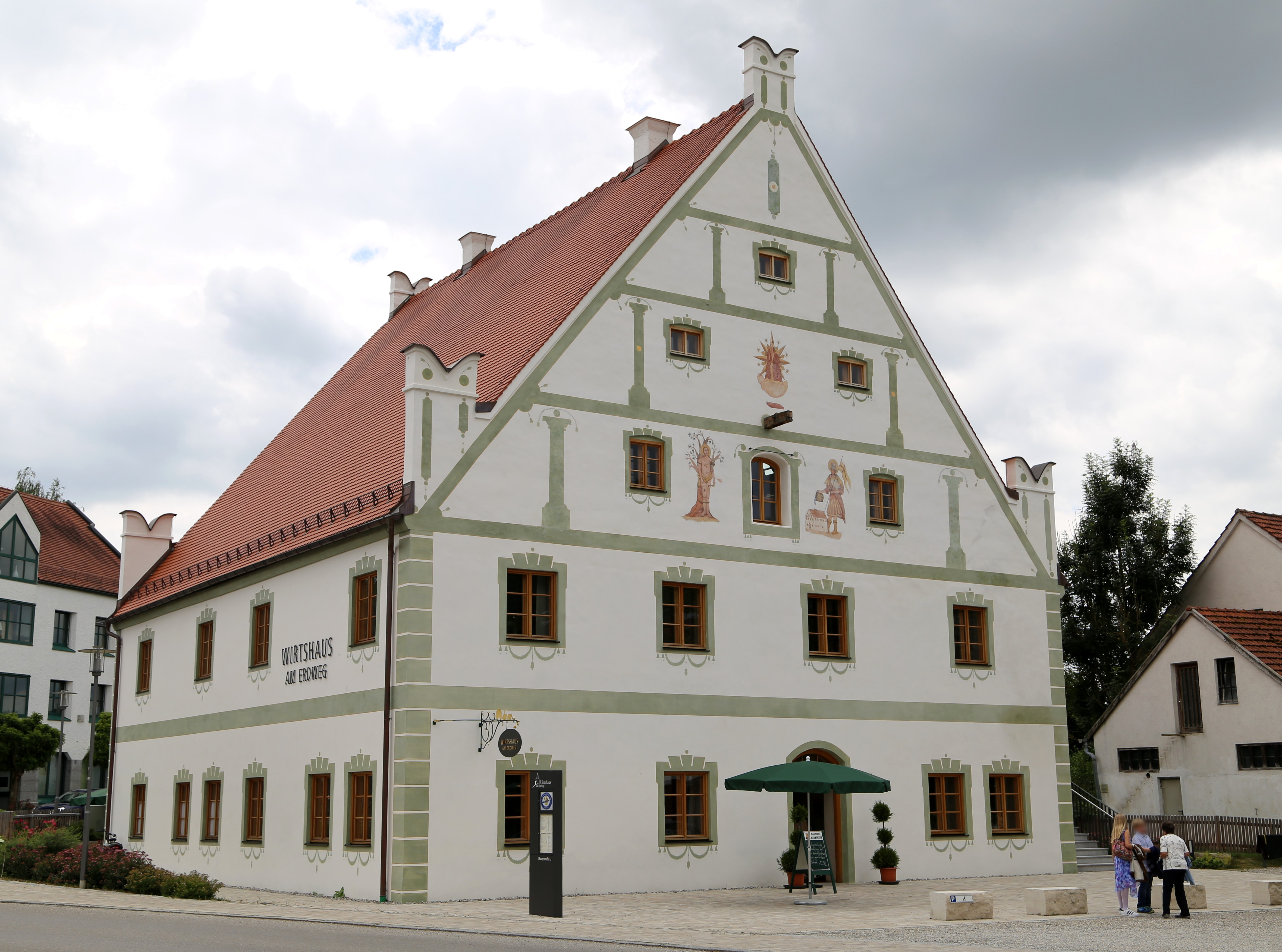
Hofmarktaverne in Erdweg

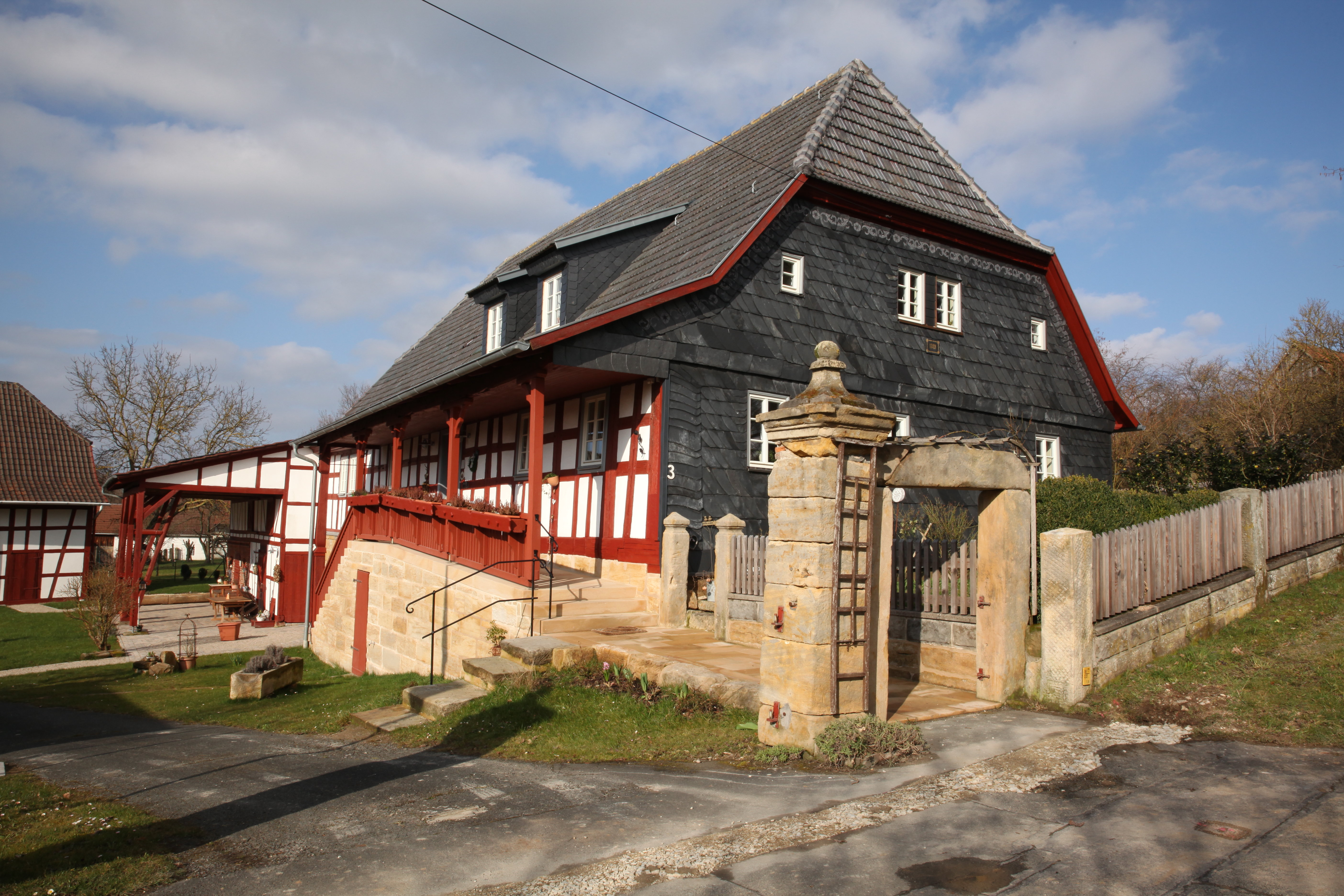
Langheimer Hof in Rossach

- 1. Bürgermeister Eric Ballerstedt für die Stadt Lindenberg im Allgäu
- Friedrich-Wilhelm Brumberg in Ansbach für sein Engagement in der Bodendenkmalpflege
- Catherine Demeter für die Edith-Haberland-Wagner Stiftung
- Albrecht Diller, Claus Rabsahl und Richard Schneider für den Förderverein historische Stätten e. V. in Bad Berneck
- Hans Ertel für die Instandsetzung des Ackerbürgerhauses Luitpoldplatz 16 in Sulzbach-Rosenberg
- Sandra Frauenknecht, Kulturhistorischer Verein Gnadenberg e. V., Pfarrer Hans Reicherzer, Katholische Kirchenstiftung St. Birgitta, 1. Bürgermeister Helmut J. Himmler, Gemeinde Berg, für die Instandsetzung des Konventbaus des ehemaligen Klosters Gnadenberg in Berg bei Neumarkt
- Gert F. Goergens Heim, Heimatpfleger in München
- Familien Fritz und Hans Gutmann für die Instandsetzung von Schloss Titting im Landkreis Eichstätt
- Altbürgermeister Hubert Hartmann in Gabelbach
- Peter Hartmann, von 2007 bis 2020 Kreisheimatpfleger in Mindelheim
- Rudolf Hofer, Marion Mitterhofer und Roland Schumacher für die Instandsetzung des Baumeisterhauses in Burghausen
- Kathrin und Johann Knogl für die Instandsetzung eines Wohnstallhauses in Iggensbach
- Andreas Fürst zu Leiningen für die Fürst zu Leiningen-Stiftung, Instandsetzung der ehemaligen Abteikirche Amorbach
- 1. Bürgermeister Heinz Martini für die Gemeinde Tröstau, Instandsetzung des Hammerschlosses Leupoldsdorf
- Annemarie und Klaus Neukam, Christa und Herbert Wimmer für die Instandsetzung des Wohnhauses Metzgergasse 16 in Schweinfurt
- 1. Bürgermeister Georg Osterauer für die Gemeinde Erdweg, Helmut Schmid für die IG Wirtshaus am Erdweg, Instandsetzung der ehemaligen Hofmarktaverne in Erdweg
- Donata und Philipp Reimnitz für die Instandsetzung des ehemaligen Bauernhofs Heiglditt in Königsdorf
- Peter Römert in Hausen bei Würzburg für sein ehrenamtliches Engagement in der Bodendenkmalpflege
- 1. Bürgermeister Gotthard Schlereth für den Markt Oberthulba, Instandsetzung des Kaplanhauses in Hassenbach
- Eva Schultheiß, Kreisheimatpflegerin in Heideck
- Josef Singhammer, Christiane und Harald Wessner für die Instandsetzung des Hutmanngütls in Laufen
- Lorenz Storch für die Berichterstattung zur Bau- und Bodendenkmalpflege im Bayerischen Rundfunk
- Ellen und Walter Ludwig Strohmaier für die Instandsetzung des Langheimer Hofs in Rossach
- Winfried Warner für die Instandsetzung eines Blankziegelhofs in Tann
- Karl Weidenbeck für die Instandsetzung der ehemaligen Eisenhandlung Weidenbeck in Hengersberg
- Hans und Gerhard Wellnhofer für die Instandsetzung eines Wohnhauses in Schwandorf
- Brigitte und Rainer Wulff für die Instandsetzung einer Fachwerkscheune in Eschenbach

#### 2017

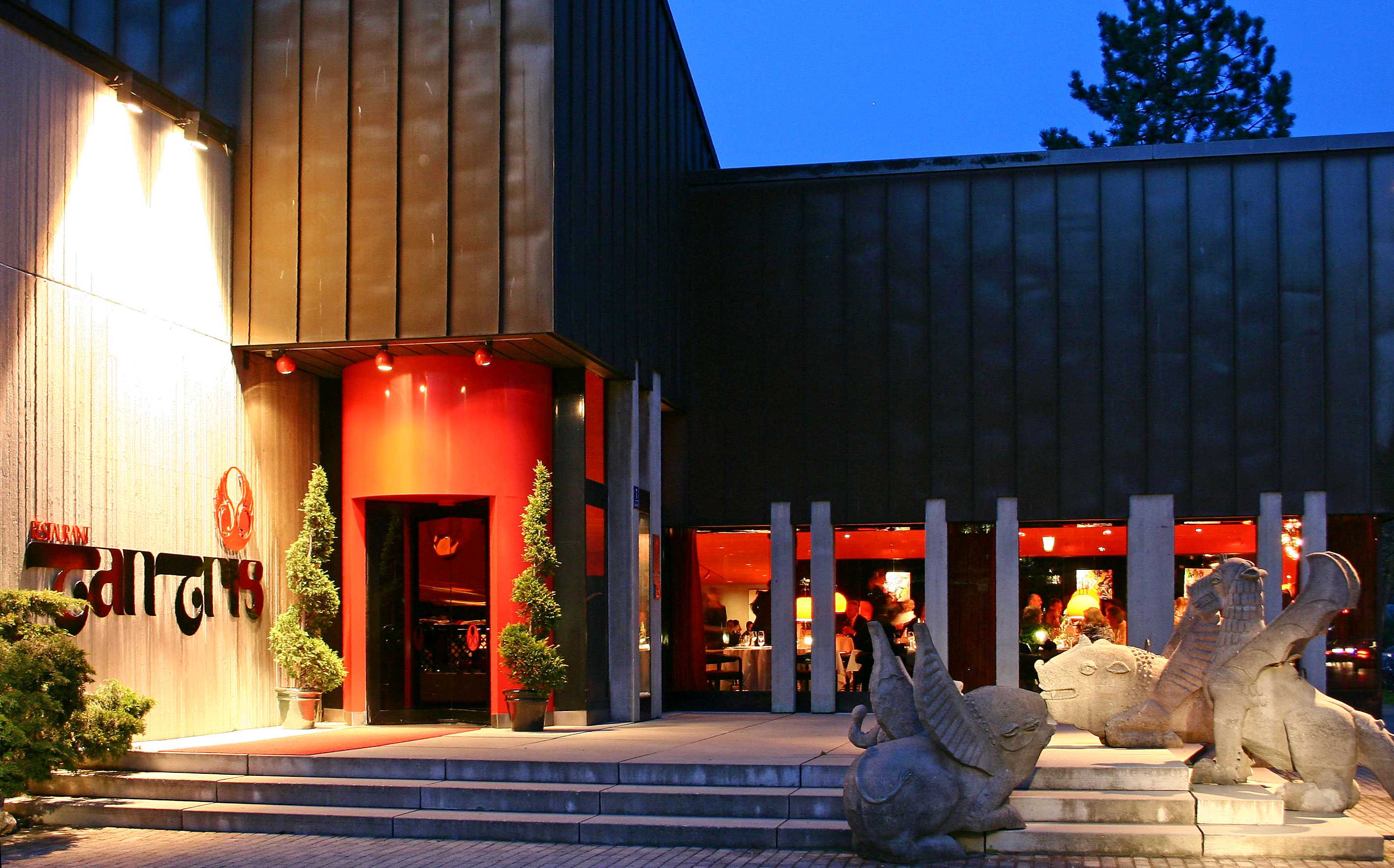
Restaurant Tantris in München

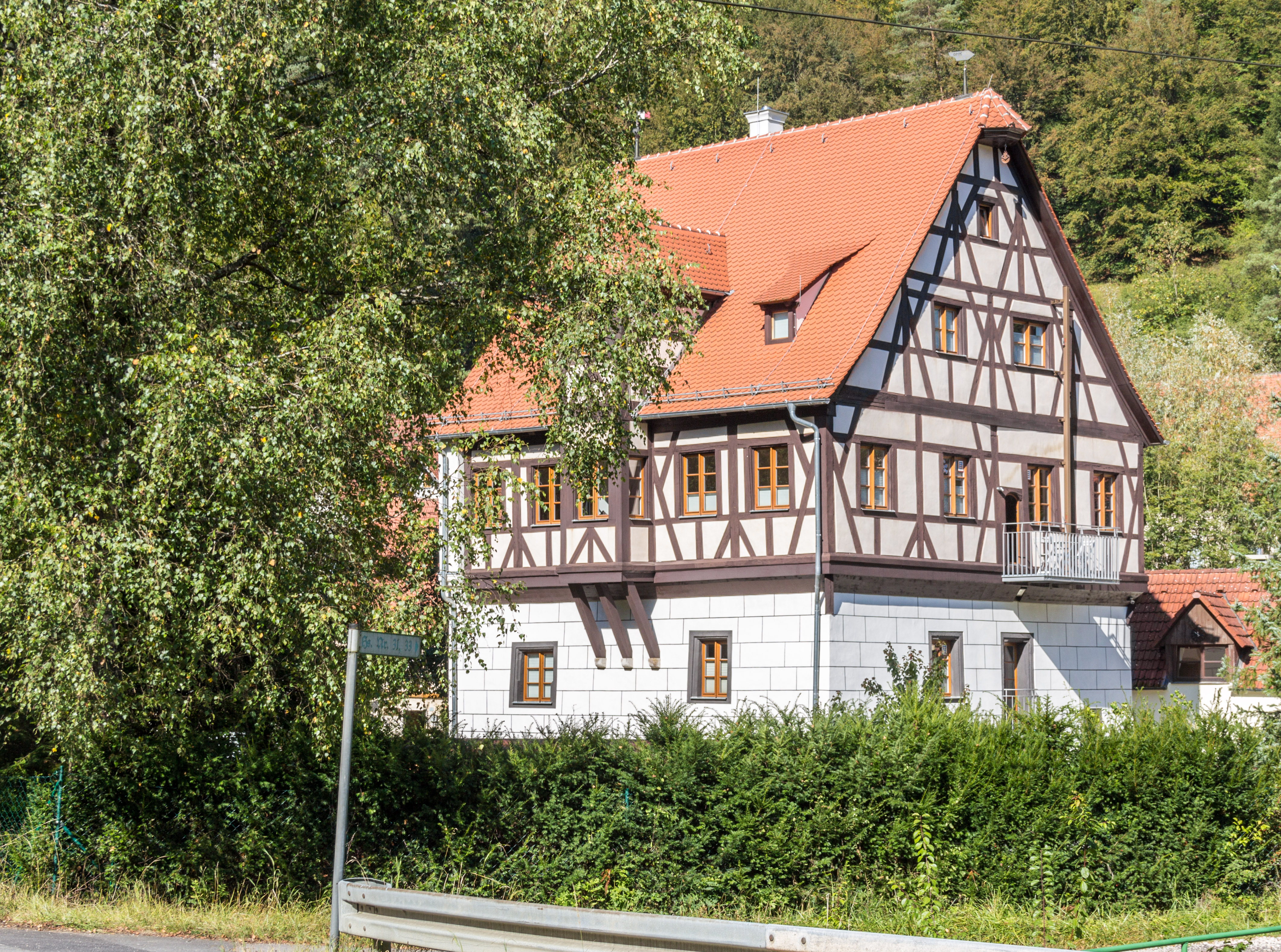
Hammerschloss in Hirschbach

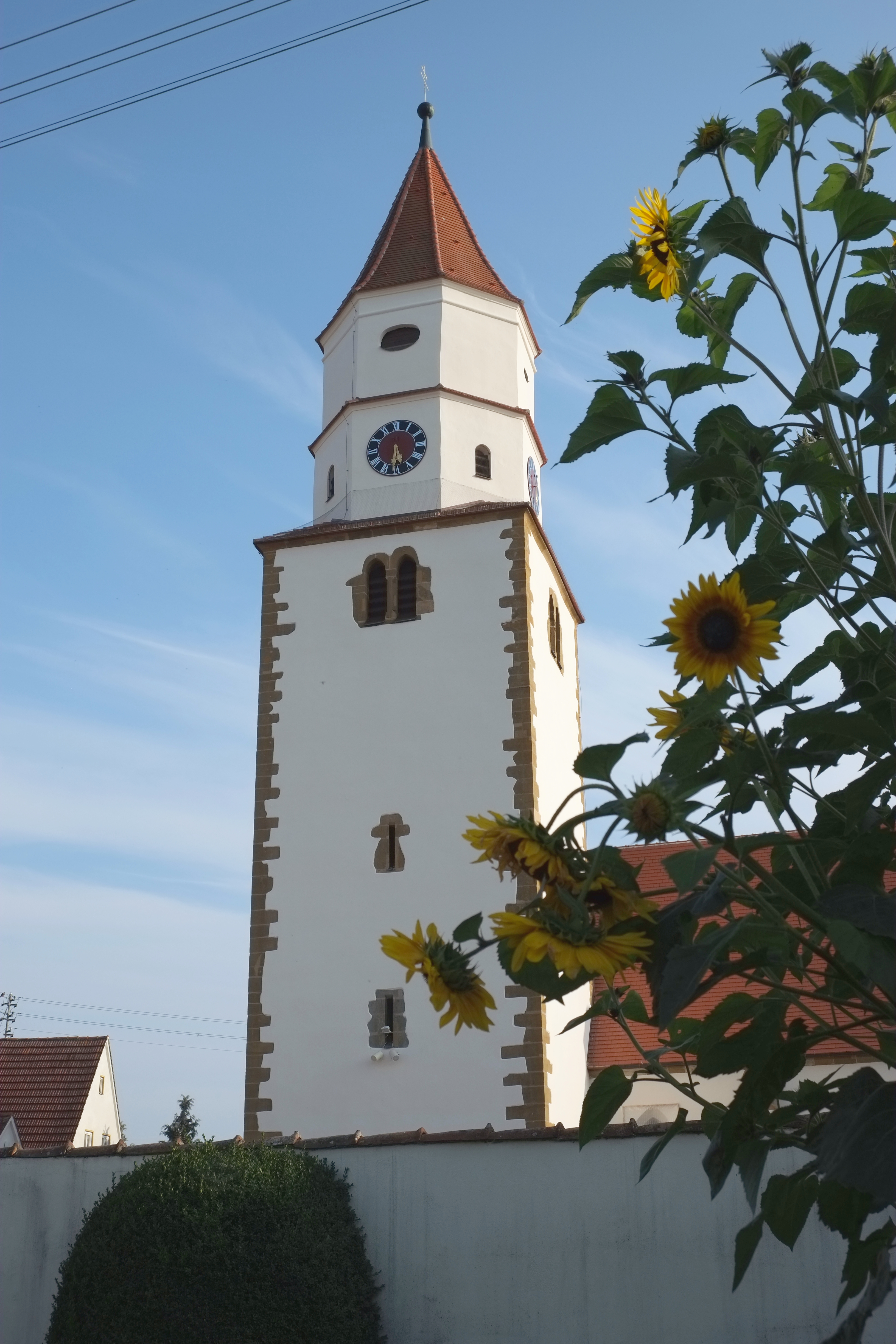
Pfarrkirche St. Vitus in Birkhausen

- Rupert H.-J. Dietl und Familie für die Instandsetzung eines Waldlerhauses in Sankt Englmar
- Fritz Eichbauer für die unveränderte Erhaltung des Restaurants Tantris in München
- Irene und Raimund Erlwein für die Instandsetzung zweier Fachwerkhäuser in Zeil am Main
- Petra und Björn Gangkofer für die Instandsetzung des Wagnerhofs in Bergen
- Stefanie und Raimund Geiß für die Instandsetzung eines Wohnstallhauses mit Scheune in Kirchdorf im Wald
- Robert Gerl und Familie für die Instandsetzung der ehemaligen Burgkapelle St. Oswald in Barbing-Auburg
- 1. Bürgermeister Alfred Grözinger für die Gemeinde Fellheim und 1. Vorsitzender Christian Herrmann für den Förderkreis Synagoge Fellheim e. V. für die Instandsetzung der Synagoge Fellheim
- Martina Haydn von Knoblauch und Robert von Knoblauch zu Hatzbach für die Instandsetzung vom Aufseßhöflein
- Barbara Henkel für die Instandsetzung eines Handwerkerhauses in Nürnberg
- Gernot Hesselbarth für die Instandsetzung des ehemaligen Gerberhauses in Lichtenfels
- 1. Bürgermeister Markus Höfling für die Gemeinde Thüngersheim für die Instandsetzung der Wein- und Kulturgaden in Thüngersheim
- 1. Bürgermeister Carsten Joneitis für die Gemeinde Oberhaid für die Instandsetzung der historischen Kellergasse in Oberhaid
- Peter Kipfer für die Instandsetzung einer Scheune in Hersbruck
- Norbert Knorren Nichols für die Instandsetzung vom Hammerschloss Hirschbach
- Sybille Krafft für ihre Dokumentarfilmreihe „Leben mit einem Denkmal“ in der BR-Reihe Unter unserem Himmel
- Edith Luhmer-Heider und Wilfried Heider für die Instandsetzung eines Wohnhauses in Ruderatshofen
- Tanja und Peter Lutter für die Instandsetzung eines Ackerbürgerhauses in Kastl
- Xaver Mahler für die Arbeitsgemeinschaft Lang-Mahler-Fischer für sein Lebenswerk als Stuckbildhauer
- Eva Maria und Marcus Miehling für die Instandsetzung eines Wohn- und Geschäftshauses in Freystadt
- Marion Reinhardt-Sommer und Volker Sommer für die Instandsetzung der Villa Victoria in Coburg
- Roman Schlicker für die Instandsetzung des Pavillons auf dem „Lusthügel“ in Neuötting
- Reinald Schlosser für sein ehrenamtliches Engagement in der Bodendenkmalpflege in Gablingen
- Anja und Axel Schnabel für die Instandsetzung des sogenannten Templerhauses in Kleinwallstadt
- Juliane und Günter Schwartz für die Initiierung und Leitung des Römer und Bajuwaren Museums Burg Kipfenberg
- 1. Bürgermeister Hans Steindl für die Stadt Burghausen und Präsident Wolfgang A. Herrmann für die Technische Universität München für die Instandsetzung des Klosters Raitenhaslach
- Marianne und Alois Sterr für die Instandsetzung der ehemaligen Künstlervilla in Gangkofen
- 1. Bürgermeister Leonhard Stork für die Gemeinde Thaining, Gertrud Toepfer für den Heimatverein Thaining und Gabriele Klinger für den Förderverein Rochlhaus e. V. für die Instandsetzung des Rochlhauses in Thaining
- Sabine und Frank Theobald für die Instandsetzung des Frühmessnerhofes in Kreuzwertheim
- Yvonne Toepfer und Peter Fretschner für die Instandsetzung eines Bauernhofes in Kottgeisering
- Reinhard Winkler für die Denkmalpflegegruppe Wülzburg, Sektion Weißenburg des Deutschen Alpenvereins für die Pflege der Wülzburg in Weißenburg
- Kirchenpfleger Alfons Wolf für die Instandsetzung der katholischen Pfarrkirche St. Vitus in Wallerstein-Birkhausen

#### 2018

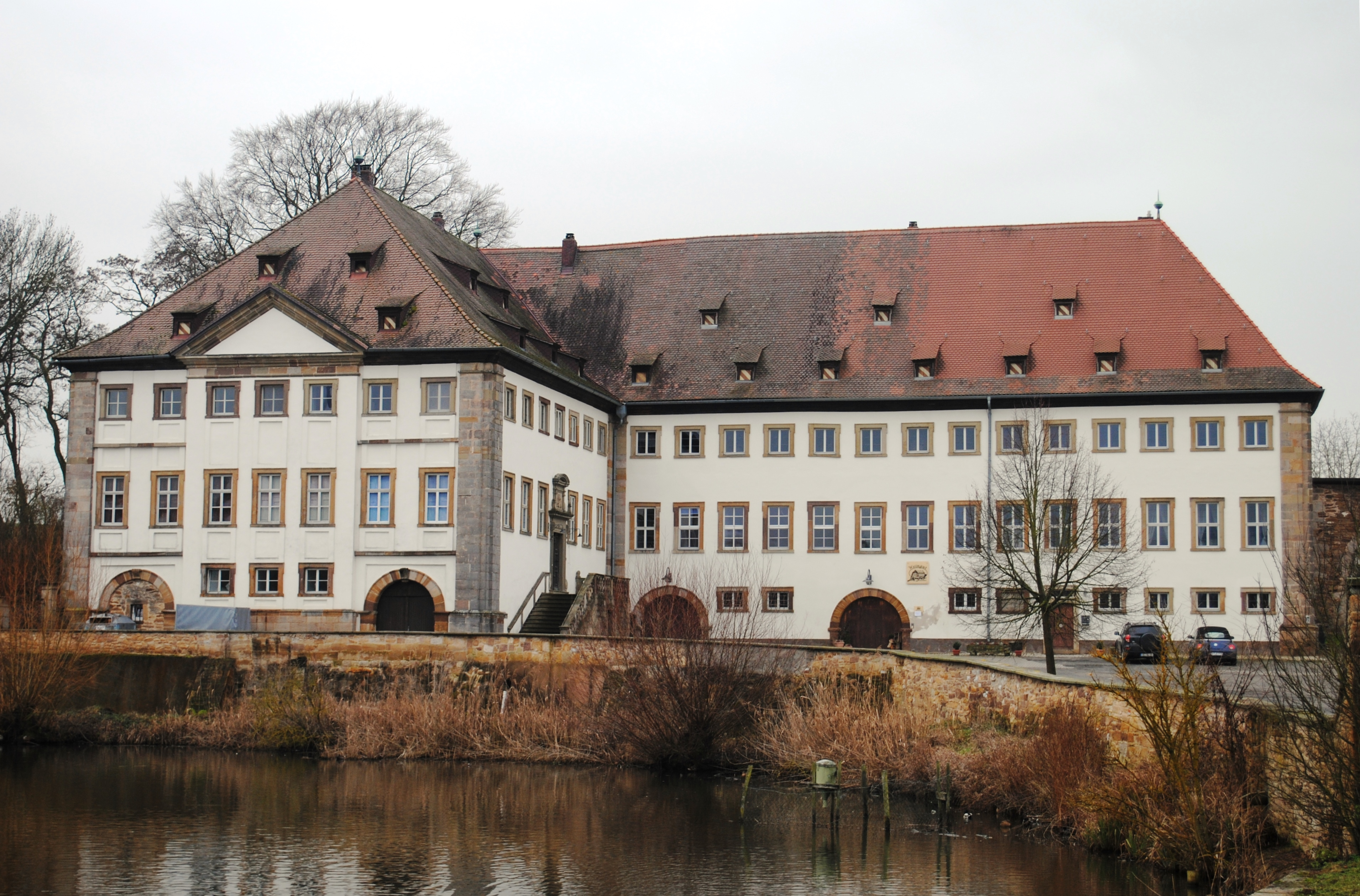
Schloss Bimbach in Prichsenstadt

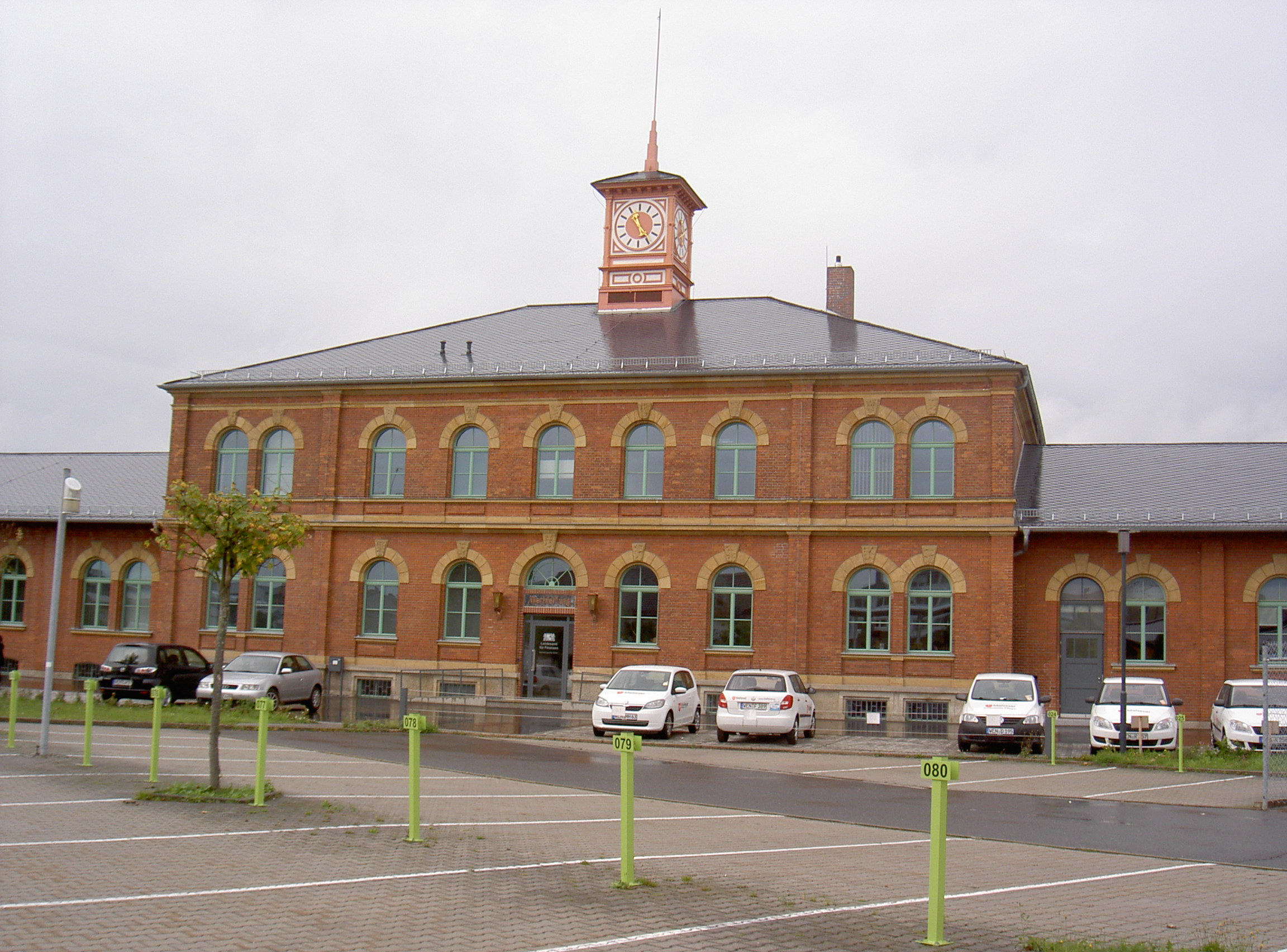
AW-Verwaltungsgebäude in Weiden in der Oberpfalz

- Petra Anzeneder für die Instandsetzung des Lichtmayr Webergütls in Altötting-Graming
- Manfred Deiler, Franz Xaver Rößle und Wolfgang Bechtel für die Europäische Holocaustgedenkstätte Stiftung e. V. für die Konservierung der Tonröhrenbauwerke des ehemaligen KZ-Außenlagers „Kaufering VII“
- 1. Bürgermeister Wolfgang Desel für die Gemeinde Strullendorf und Karl Körner für den Heimatkundlichen Verein Zeegenbachtal e. V. für die Instandsetzung und den Unterhalt des Kulturbauernhofs Strullendorf
- Alfred Dürr, Redakteur der Süddeutschen Zeitung, für seine Berichterstattung zu aktuellen Themen der Denkmalpflege in München
- Leonie und Markus von Eyb für die Instandsetzung von Schloss Rammersdorf in Leutershausen-Rammersdorf
- Harald Goeb für die Instandsetzung der Villa Steinlein in Nürnberg
- Felix Gothart für die Israelitische Kultusgemeinde Bayreuth für die Instandsetzung der Synagoge Bayreuth
- Heidi und Wolfgang Graßl für die Instandsetzung eines Wohnstallhauses in Böbrach-Dirnberg
- 1. Bürgermeister Manfred Hauser für den Markt Lupburg für die Instandsetzung einer steinernen Bogenbrücke in Lupburg-Eggenthal
- Stefanie und Michael Heidler für die Instandsetzung des sogenannten Cosimosinischen Schlösschens in Bobingen
- Günther Kamm und Robert Sparrer für die WGS – Stadtentwicklung Weiden GmbH für die Instandsetzung des ehemaligen AW-Verwaltungsgebäudes in Weiden in der Oberpfalz
- Altbürgermeister Karl-Heinz Keller für seine Verdienste um die Sanierung der historischen Altstadt von Karlstadt
- Altoberbürgermeister Josef Kellerer für seine Verdienste um die Denkmalpflege in Fürstenfeldbruck und dem Landkreis Fürstenfeldbruck
- 1. Bürgermeister Josef Kirchmaier für die Gemeinde Maitenbeth für die Instandsetzung der Alten Post Maitenbeth
- Michael Kuemmerle und Andreas von Majewski für den Wittelsbacher Ausgleichsfonds für dessen Verdienste um die Denkmalpflege in Bayern
- Marlene Lex für die Instandsetzung des ehemaligen Schlosses Pilsting-Großköllnbach
- Kreisheimatpfleger Bernd Mühldorfer für seine ehrenamtlichen Verdienste in der Bodendenkmalpflege im Landkreis Nürnberg
- Christa Pfanner-Birkeneder und Michael Pfanner für die Instandsetzung des Fernsemmerhus in Scheidegg-Scheffau
- Franz Rainer für den Förderverein zur Erhaltung der Burgruine und Heimatpflege e. V. für dessen Verdienste um den Denkmalschutz in Haibach
- Tanja Rieß für die Instandsetzung eines Traufseithauses in Wunsiedel im Fichtelgebirge
- Daniela Röllinger, Journalistin der Tageszeitung „Die Kitzinger“, für ihre Serie „Denkmäler im Landkreis Kitzingen“
- Gottfried Schäfer für die Instandsetzung von Schloss Bimbach in Prichsenstadt-Bimbach
- Reinhold Schöpf für seine Verdienste um den Denkmalschutz insbesondere in Miltenberg
- 1. Bürgermeister Bernhard Sontheim für die Gemeinde Feldafing für die Umnutzung des ehemaligen Bahnhofs zum Rathaus mit Bürgersaal
- Pfarrer Hermann Sturm SDB für die Katholische Kirchenstiftung Ensdorf St. Jakob für die Instandsetzung der Pfarrkirche St. Jakobus in Ensdorf
- Katharina und Simon Unger für die Instandsetzung des Jurastadels Altmühlstraße 19 in Wasserzell
- Wilhelm Wagner für seine ehrenamtliche Tätigkeit in der Bodendenkmalpflege in Stadt und Landkreis Erding
- Sandra und Wolfgang Wallinger für die Instandsetzung eines Waldlerhauses in Lalling-Datting
- Sylvia und Helmut Well für die Instandsetzung einer ehemaligen Mühle Aichach-Unterschneitbach
- Maria Winter und Bernward Flenner für die Instandsetzung gefährdeter Denkmäler in der Coburger Altstadt

#### 2019

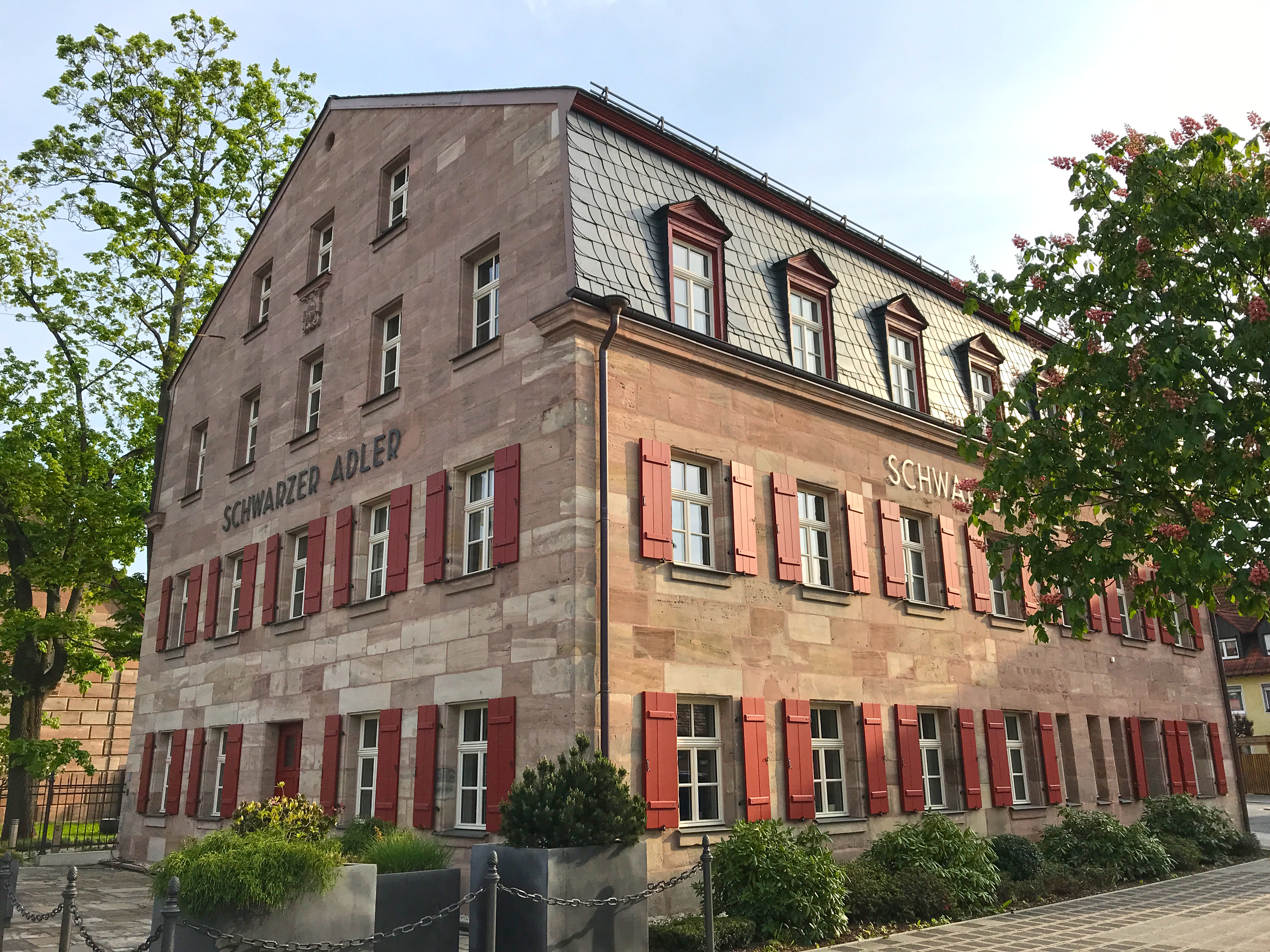
Ehemaliges Gasthaus Schwarzer Adler in Nürnberg

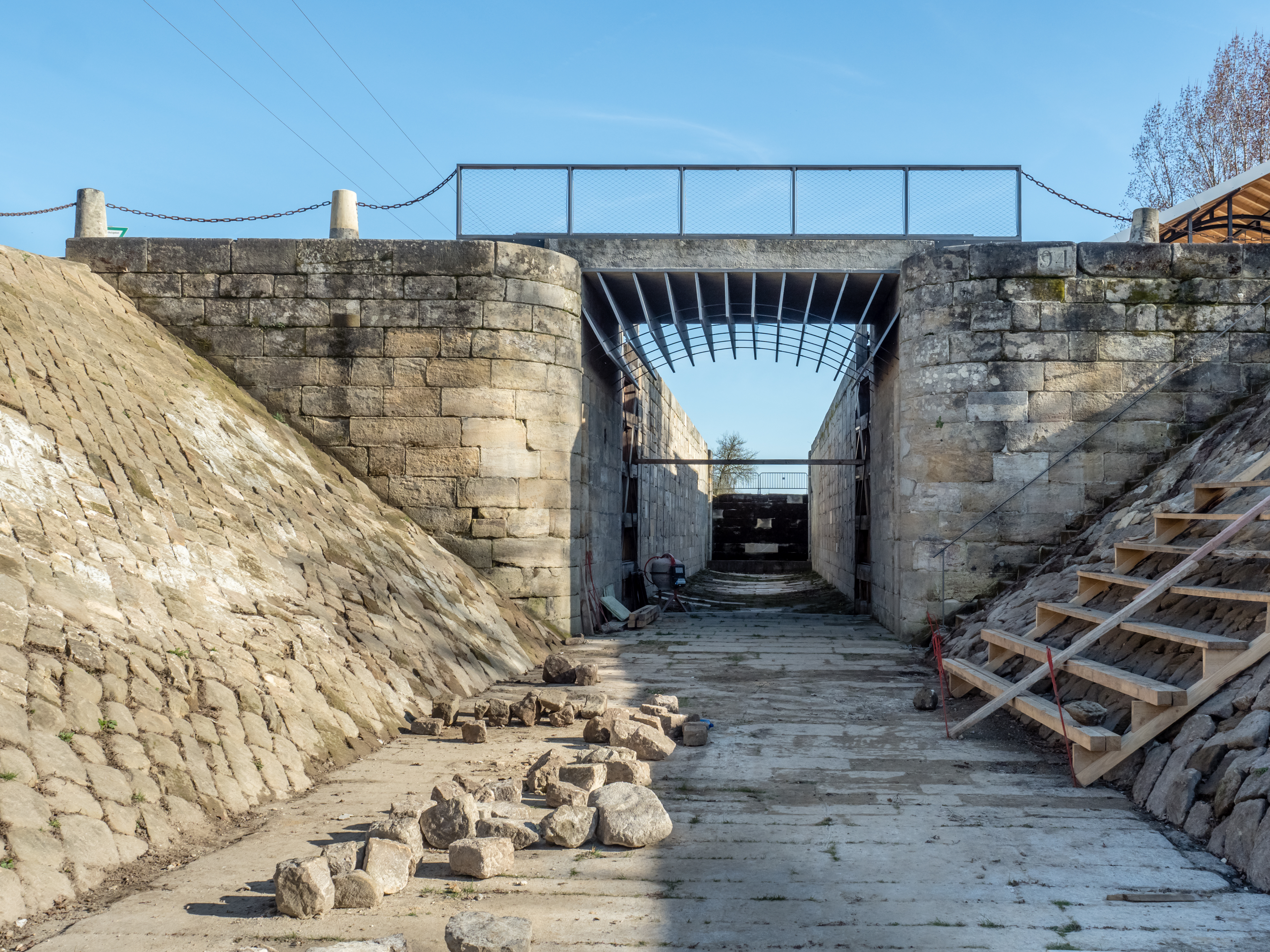
Schleuse 94 des Ludwig-Donau-Main-Kanals in Eggolsheim

- Leo Berberich für sein ehrenamtliches Engagement als Kreisheimatpfleger im Landkreis Schwandorf
- Werner Berschneider für Kulturerbe Rainhaus e. V., Frank Reisinger für Lebenshilfe für Menschen mit Behinderung e. V. und die Kreisvereinigung Lindau (B) für die Instandsetzung des Rainhauses in Lindau-Aeschach
- Til Clemens für die Instandsetzung und Umnutzung des Empfangsgebäudes des Bahnhofs Großheirath
- Celine-Michelle und Yann Cotte für die Instandsetzung des ehemaligen Gasthauses Schwarzer Adler in Nürnberg-Eibach
- Anni und Anton Daumoser für die Instandsetzung und Umbau eines Wohnstallhauses in Sankt Wolfgang-Zwickl
- 1. Bürgermeister Marco Dollinger für die Gemeinde Kinsau für die Instandsetzung des alten Pfarrhofs und Umnutzung zum Rathaus
- Ferdinand Graf von Drechsel für die Instandsetzung der Orangerie im Schlosspark Karlstein in Regenstauf-Karlstein
- 1. Bürgermeister Roland Eichmann und Baureferent Carlo Haupt für die Stadt Friedberg für die Instandsetzung des Wittelsbacher Schlosses in Friedberg
- Annegret und Rudolf Finkl für die Instandsetzung der Villa Jungmeier in Straubing
- Michael Franz sen. für den Instandsetzungs- und Erhaltsverein Eberlhof e. V. für die Instandsetzung des ehemaligen Einödhofs beim Eberl in Peißenberg
- Sabrina und Joachim Hepp für die Instandsetzung eines ehemaligen Forsthauses in Oberthulba-Hassenbach
- Maria und Stefan Holzmann für die Instandsetzung einer ehemaligen Schmiede in Bad Griesbach im Rottal
- 1. Bürgermeister Edgar Kalb, Alfons Frey, Bernhard Bittracher und Karl Schropp für den Markt Dinkelscherben für die Instandsetzung des ehemaligen Schulhauses Dinkelscherben-Ried
- Oliver Kasparek für die Hypo-Kulturstiftung für die Förderung der Denkmalpflege in Bayern
- Hanna Keding und Tobias Pöhlmann für die Instandsetzung eines Dreiseithofs in Höchstädt im Fichtelgebirge
- Rudolf Koller für seine ehrenamtliche Verdienste in der Denkmalpflege im Landkreis Erding
- Elli Gabriele Kriesch für ihre journalistische Vermittlung der Denkmalpflege
- Ulrike und Roland Münzer für die Instandsetzung eines Wohnhauses in Deggendorf
- Pfarrer Erich Renner und Walter Karger für die Pfarrei St. Michael Donaustauf für die Instandsetzung der Nebenkirche St. Salvator in Donaustauf
- Klaus Schmid für die Instandsetzung eines Schwangauer Mittertennhauses in Halblech
- Walter Schraml für den Förderverein Freunde von St. Martin / Ermhof e. V. für dessen ehrenamtliches Engagement in der Bodendenkmalpflege in Neukirchen bei Sulzbach-Rosenberg-Ermhof
- 1. Bürgermeister Claus Schwarzmann für den Markt Eggolsheim sowie Stefan Pfister und Fritz Sitzmann für den Förderverein Schleuse 94 e. V. für die Instandsetzung der sogenannten Schleuse 94 des Ludwig-Donau-Main-Kanals in Eggolsheim-Neuses
- 1. Bürgermeister Fritz Steinmann für den Markt Sommerhausen für die Instandsetzung des Rathauses Sommerhausen
- Manfred Veit für sein ehrenamtliches Engagement als Kreisheimatpfleger im Landkreis Neuburg-Schrobenhausen
- Josef Wastlhuber für die Instandsetzung eines Bundwerkstadels in Garching an der Alz-Hub

### 2020er Jahre

#### 2020

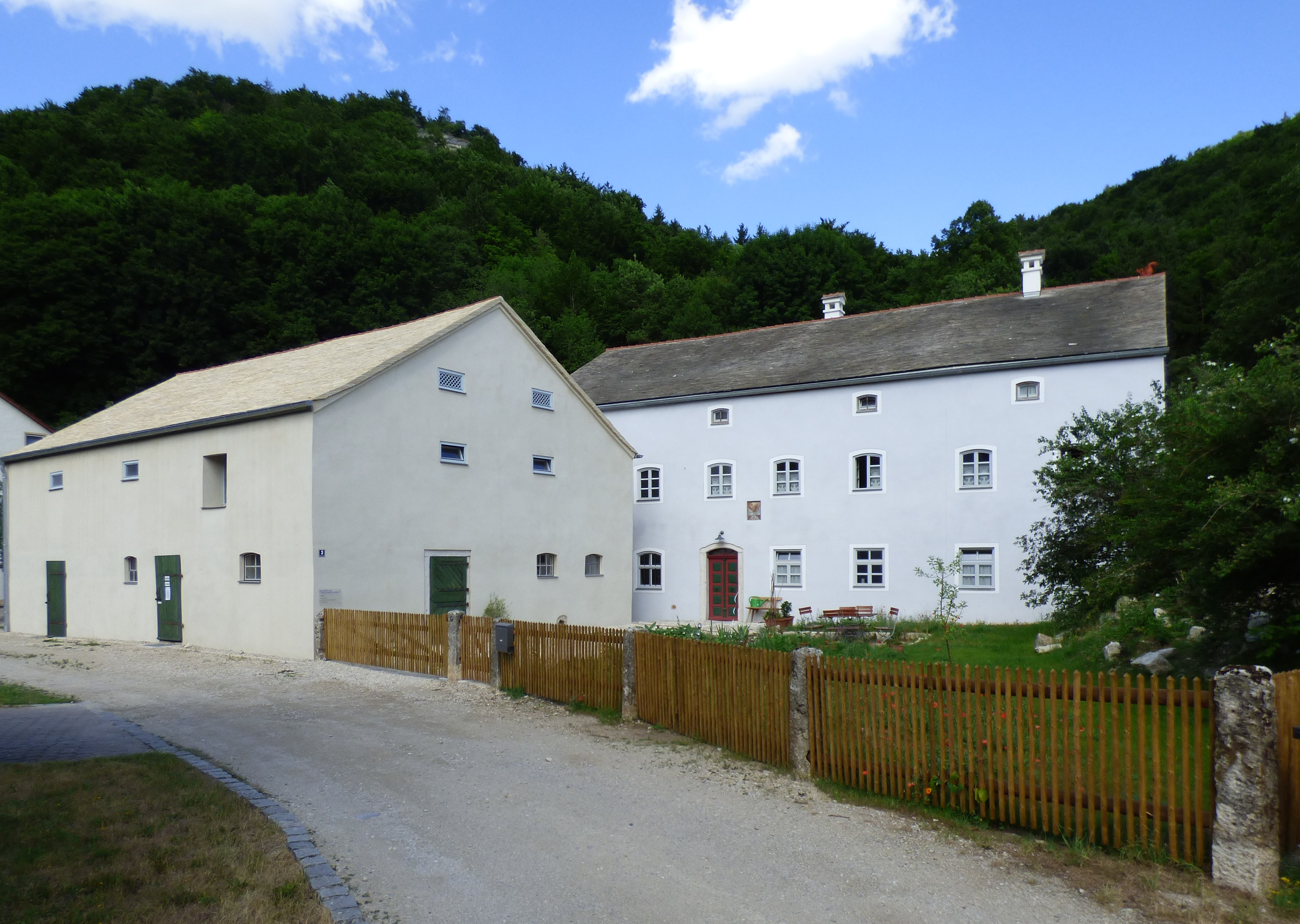
Das Jurahaus-Ensemble Obermühle in Dietfurt-Mühlbach

- Brigitta Riegler für die Instandsetzung der Burg Gruttenstein in Bad Reichenhall
- Rosemarie Oberschätzl-Kopp und Maximilian Kopp für die Instandsetzung des Hauses „Hofna“ in Steinhöring
- Eberhard Sasse für die Industrie- und Handelskammer für München und Oberbayern für die Instandsetzung des Hauptsitzes der IHK in München
- Jonas Maier für die Instandsetzung eines ehemaligen Bauernhauses in Brunnen
- Hermann M. Leucht für die Bauer’sche Barockstiftung für ihr herausragendes Engagement für die Denkmalpflege, München
- Karl Schmotz für die Verbesserung der Bodendenkmalpflege im Landkreis Deggendorf
- Stephanie Küffner und Magnus Wager für die Instandsetzung eines Holzblockhauses in Landshut
- Thomas Niggl für die Instandsetzung und Revitalisierung des ehemaligen Handwerker-/Waldlerhauses zum „Kleinen Haus der Kunst“ in Kollnburg
- Eva und Konrad Martiny sowie Agnes Martiny und Harald Bauer für die Instandsetzung des Jurahaus-Ensembles Obermühle in Dietfurt-Mühlbach
- Erster Bürgermeister Albert Nickl für die Gemeinde Speinshart für die Instandsetzung des Hauses der Dorfkultur im Klosterdorf in Speinshart
- Monika und Franz Schöfer für die Sanierung eines im 16. Jahrhundert aus einer romanischen Kapelle hervorgegangenen Wohnhauses in Regensburg
- Erster Bürgermeister Markus Dauch für Markt Neukirchen-Balbini für die Instandsetzung des Schießlhofes und den Umbau des Anwesens zu einem Forschungszentrum für Erdstallforschung in Neukirchen-Balbini
- Mirjam Wellein für die Instandsetzung des Gasthauses „Töpfla“ in Höchstadt
- Evang.-luth. Kirchengemeinde St. Bartholomäus Nürnberg für die Instandsetzung des Totengräberhäuschens auf dem Wöhrder Friedhof in Nürnberg
- Helmuth Richter für seine Verdienste um die Denkmalpflege als stv. Stadtheimatpfleger und Stadtheimatpfleger in Weißenburg in Bayern
- Andrea M. Kluxen für die Vermittlung der Denkmalpflege in Mittelfranken
- Erster Bürgermeister Gerhard Herrmannsdörfer für die Gemeinde Emtmannsberg für die Instandsetzung von Schloss Emtmannsberg
- Peter Freiherr von Erffa für die Erbengemeinschaft von Erffa für die langjährigen Erhaltungsbemühungen um Schloss Ahorn in Ahorn
- Karl Lippert für den Förderkreis zum Erhalt historischer Baudenkmäler in Hohenberg e. V. für die Instandsetzung eines ehemaligen Forsthauses in Hohenberg an der Eger
- Günter Lipp für seine Verdienste um die Denkmalpflege als Kreisheimatpfleger im Landkreis Haßberge
- Andrea Meub für die Instandsetzung eines Wohnhauses mit Kolonialwarenladen in Aidhausen-Friesenhausen
- Pfarrer Peter Göttke für die Kath. Kirchenstiftung St. Mauritius für die Restaurierung der Pfarrkirche St. Mauritius in Wiesentheid
- William Geddes Farquhar für besondere Verdienste für die Archäologie und Bodendenkmalpflege im Landkreis Augsburg
- Siglinde Matysik, für besondere Verdienste für die Archäologie und Bodendenkmalpflege im Landkreis Augsburg, Königsbrunn
- Dominikus Schnitzer für die Instandsetzung eines ehemaligen Pfarrhauses in Ustersbach
- Rita Failer für die Instandsetzung des Empfangsgebäudes des Bahnhofs Tapfheim